# الإمبراطورية البريطانية
شملت الإمبراطورية البريطانية (بالإنجليزية: British Empire)‏ على دول ذات سيادة خاضعة لتاجها و‌مستعمرات و‌محميات ودول تحت الانتداب وغيرها من الملحقات حكمتها أو أدارتها المملكة المتحدة أو الدول التي سبقتها. وقد برزت الإمبراطورية البريطانية مع ظهور ممتلكات ومحطات تجارية أسستها مملكة إنجلترا بين أواخر القرن 16 وأوائل القرن 18. وعدت في ذروتها أنها أضخم إمبراطورية في تاريخ العالم حتى الآن، وكانت لأكثر من قرن القوة العالمية الأولى. وبسطت سلطتها في سنة 1913 على تعداد سكاني يقارب 412 مليون شخص أي حوالي 23% من سكان العالم في ذلك الوقت، وغطت في سنة 1920 مساحة 35,500,000 كـم2 (13,700,000 ميل2) أي تقريبا 24% من مساحة الكرة الأرضية. ونتيجة لذلك، فإن إرثها السياسي والقانوني واللغوي والثقافي منتشر على نطاق واسع. وبسبب اتساع حجمها في أوج قوتها استخدمت عبارة «الإمبراطورية التي لا تغيب عنها الشمس» في كثير من الأحيان لوصف الإمبراطورية البريطانية لأن امتدادها حول العالم يعني أن الشمس كانت دائما مشرقة على أراضيها.
خلال عصر الاستكشاف التي بدأت أواخر القرن الخامس عشر كانت الإمبراطورية البرتغالية و‌الإمبراطورية الإسبانية رائدة في استكشاف أوروبا للكرة الأرضية، مما أدى إلى عملية إنشاء إمبراطوريتين ضخمتين في الخارج. وحسداً من الثروة الكبيرة التي ولدت تلك الإمبراطوريات بدأت انكلترا وفرنسا وهولندا في إنشاء مستعمرات وشبكات تجارية خاصة بهم في الأمريكتين وآسيا. ولكن استمرار الحروب بين هولندا وفرنسا في القرنين 17 و18 ترك إنجلترا ومن بعدها الاتحاد إنجلترا واسكتلندا في 1707 التي أنشأت بريطانيا العظمى هي القوة الاستعمارية المهيمنة في أمريكا الشمالية، ثم أصبحت القوة المهيمنة في شبه القارة الهندية بعد غزو شركة الهند الشرقية للمغول البنغال في معركة بلاسي سنة 1757.
أدى استقلال المستعمرات الثلاث عشرة في أمريكا الشمالية 1783 بعد حرب الاستقلال الأمريكية إلى فقدان بريطانيا لبعض أقدم وأكثر مستعمراتها اكتظاظا بالسكان. وسرعان ما بدأ اهتمام بريطانيا يتجه نحو آسيا وإفريقيا والمحيط الهادئ. فبعد هزيمة فرنسا في حروبها الثورية والنابليونية (1792-1815) عظمت قوة بريطانيا البحرية والإمبريالية في القرن 19 فأضحت القوة التي لا تقهر في البحر. حتى أنه سمي القرن الـ 19 (1815–1914) بقرن الهيمنة البريطانية (بالإنجليزية: Pax Britannica)‏ وهي فترة من السلام النسبي في أوروبا والعالم أضحت خلالها الإمبراطورية البريطانية المهيمنة دوليا واتخذت دور شرطي العالم. ثم بدأت الثورة الصناعية بتحويل بريطانيا أوائل القرن 19، حيث وصفت البلاد في المعرض الكبير سنة 1851 بأنها «ورشة عمل عالمية». وقد توسعت الإمبراطورية البريطانية لتشمل معظم الهند ومناطق إفريقية كبرى وأجزاء عديدة من أنحاء العالم. فإلى جانب سيطرتها التقليدية على مستعمراتها فإن سيطرتها القوية على التجارة العالمية يعني أنها تهيمن فعليا على اقتصادات العديد من مناطق العالم مثل آسيا وأمريكا اللاتينية.
كانت بريطانيا دائما ترغب في مواقفها السياسية بالتجارة الحرة والحرية الاقتصادية والتوسع التدريجي في حق الامتياز. فعندما زاد عدد سكان بريطانيا بمعدل مفاجئ خلال القرن ال19 مصحوبا بالتمدن السريع تسبب ذلك في ضغوط اجتماعية واقتصادية كبيرة. ولإيجاد أسواق ومصادر جديدة للمواد الخام شن حزب المحافظين في عهد بينجامين دزرائيلي حقبة جديدة من التوسع الإمبريالي على مصر وجنوب إفريقيا وأماكن أخرى. وأصبحت كندا وأستراليا ونيوزيلندا لها سيادة الحكم الذاتي.
ومع دخول القرن العشرين بدأت ألمانيا والولايات المتحدة بمنافسة بريطانيا في قيادة الاقتصاد العالمي. وبدأت التوترات العسكرية والاقتصادية بالظهور بين بريطانيا وألمانيا وهي من الأسباب الرئيسة للحرب العالمية الأولى التي اعتمدت خلالها بريطانيا اعتمادا كبيرا على امبراطوريتها. وقد ضغطت تلك الحرب ضغطا هائلا على الموارد العسكرية والمالية والقوى البشرية في بريطانيا. ومع أن الإمبراطورية البريطانية استحوذت على أكبر قدر من الأراضي بعد الحرب العالمية الأولى إلا أنها لم تعد القوة الصناعية أو العسكرية الأولى في العالم. وفي الحرب العالمية الثانية احتلت إمبراطورية اليابان المستعمرات البريطانية في شرق آسيا وجنوب شرق آسيا. وبالرغم من أن بريطانيا وحلفائها قد انتصروا في تلك الحرب إلا أن الأضرار التي لحقت بهيبة بريطانيا قد عجلت من وتيرة انكماش الإمبراطورية واضعافها. فالهند التي هي أغنى مستعمرات بريطانيا وأكثرها اكتظاظا بالسكان نالت استقلالها في جزء من حركة أكبر لإنهاء الاستعمار، فمنحت بريطانيا الاستقلال لمعظم مستعمراتها. فأثبتت أزمة السويس سنة 1956 تراجع بريطانيا كونها قوة عالمية، ثم بدأت عملية نقل هونغ كونغ إلى الصين سنة 1997 عند العديد من المؤرخين نهاية الإمبراطورية البريطانية. ولا يزال هناك 14 إقليما عبر البحار تحت السيادة البريطانية. وانضمت العديد من المستعمرات البريطانية السابقة بعد استقلالها إلى رابطة دول الكومنولث. والمملكة المتحدة هي واحدة من 16 دولة من دول الكومنولث، وهي مجموعة تعرف بشكل غير رسمي بعالم الكومنولث وهي تحت حكم شكلي للملك تشارلز الثالث.

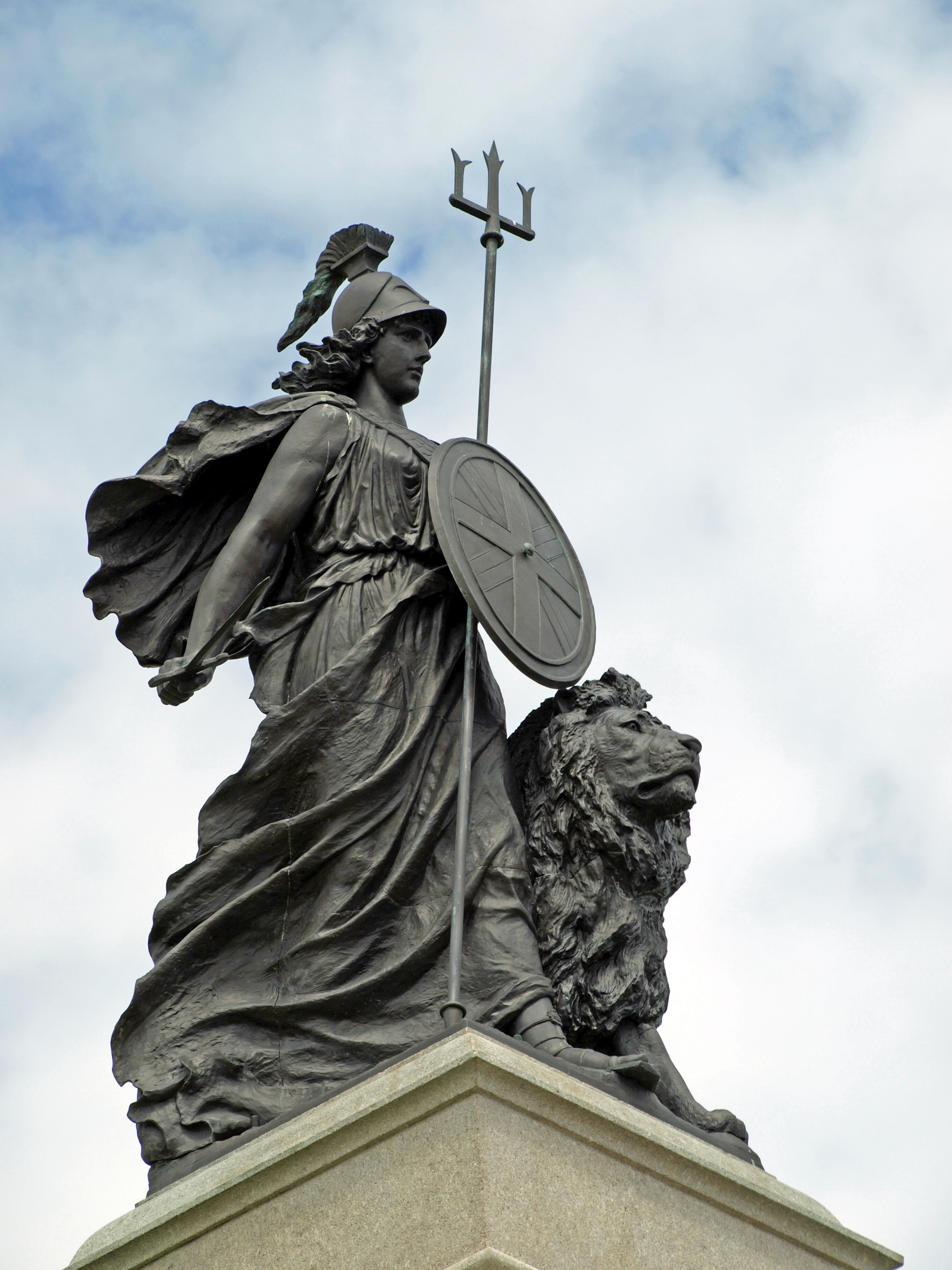
النصب التذكاري لأرمادا في بليموث حيث جسدت بريتانيا بالأنثى، وأضحت رمز للقوة الإمبريالية البريطانية

## البدايات (1497–1583)

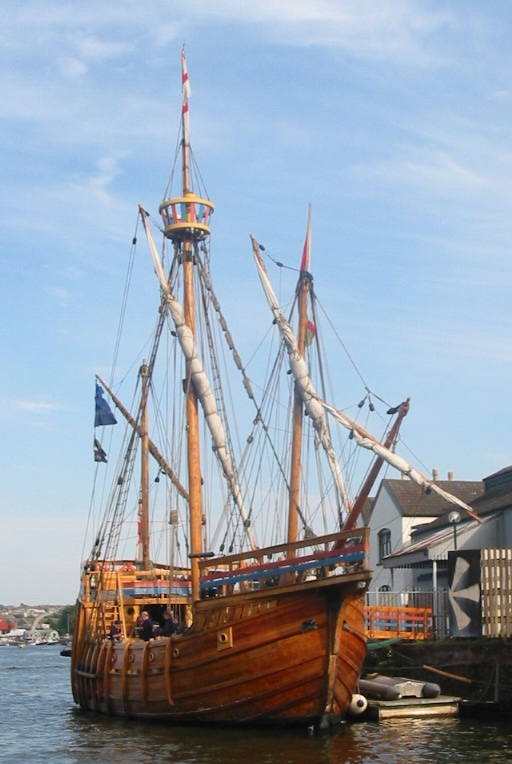
نسخة طبق الأصل لسفينة جون كابوت المسماة ماثيو المستخدمة في رحلته الثانية إلى العالم الجديد

بداية ظهور الإمبراطورية البريطانية كان قبل وحدة إنجلترا واسكتلندا، بعد نجاح إمبراطوريتي إسبانيا والبرتغال في الاستكشافات البحرية، بدأت سياسة البحرية الإنجليزية بفتح خطوط جديدة لتجارة الصوف. فأنشأ الملك هنري السابع نظاما حديثا للتجارة البحرية البريطانية، حيث أمر ببناء أول حوض جاف في بورتسموث فساهم ذلك في ازدياد أعداد السفن وحسن من الملاحة في الجزيرة فتطورت البحرية الملكية الصغيرة بقوة، فتمكنت من بناء مؤسسات تجارية لعبت دورا هاما في البحار مثل شركة خليج ماساتشوستس وشركة الهند الشرقية البريطانية. وكان ذلك لحماية المصالح التجارية الإنجليزية وفتح طرق جديدة، فضاعف الملك هنري الثامن عدد السفن الحربية ثلاثة مرات وامدها بالأسلحة الثقيلة طويلة المدى. وبنى قوته البحرية خلال الجهاز الإداري المركزي للمملكة. كما قام ببناء الأحواض والمنارات التي سهلت الملاحة الساحلية.
وفي سنة 1496 كلف هنري السابع الرحالة جون كابوت لقيادة رحلة لاكتشاف طريق إلى آسيا عبر شمال الأطلسي، فأبحر كابوت سنة 1497 أي بعد خمس سنوات من الاكتشاف الأوروبي لأمريكا فبلغ يابسة سواحل نيوفاوندلاند، حيث اعتقد خطأ (حاله حال كريستوفر كولومبوس) أنه قد وصل إلى آسيا، ولم يكن في ذلك الوقت أي نية لإستكشاف مستعمرة. ثم قاد كابوت رحلة أخرى إلى الأمريكتين في العام التالي ولكنها فقدت ولم يسمع عن سفنه مرة أخرى بعد ذلك.
لم تبذل أية محاولات أخرى لإنشاء مستعمرات إنجليزية في الأمريكتين حتى عهد الملكة إليزابيث الأولى في العقود الأخيرة من القرن 16. وفي غضون ذلك فإن النظام الأساسي لضبط الطعون لسنة 1533 أعلن «أن ملكية إنجلترا أضحت إمبراطورية». فانتقل الإصلاح البروتستانتي لاحقا أن جعل انكلترا وإسبانيا الكاثوليكية أعداء ألداء. وفي سنة 1562 شجع التاج الإنجليزي قراصنتها جون هوكنز وفرنسيس دريك على شن هجمات ضد تجارة الرقيق للسفن الإسبانية والبرتغالية قبالة ساحل غرب إفريقيا بهدف كسر تجارة العبيد عبر الأطلنطي. إلا ان تلك المحاولات قد أوقفت مع تكثيف حرب إنجلترا وإسبانيا حيث شجعت إليزابيث الأولى مواصلة غارات القراصنة ضد موانئ إسبانيا في الأمريكتين وأسطول المال الاسباني الذي كان يعبر المحيط الأطلسي محملا بكنوز العالم الجديد. وفي الوقت نفسه بدأ الكتاب المؤثرون مثل ريتشارد هاكلوت وجون دي (هو أول من استخدم مصطلح «الإمبراطورية البريطانية») بالضغط من أجل إنشاء إمبراطورية إنجلترا نفسها. وفي ذلك الوقت أضحت إسبانيا القوة المهيمنة في الأمريكتين واستكشاف المحيط الهادئ، وأنشأت البرتغال مراكز تجارية وحصونا على سواحل إفريقيا والبرازيل إلى الصين، وبدأت فرنسا بالإستيطان في منطقة نهر سانت لورانس التي سميت لاحقا فرنسا الجديدة.

### مزارع أيرلندا
بالرغم من أن إنجلترا كانت متخلفة في إنشاء مستعمرات في الخارج مقارنة مع القوى الأوروبية الأخرى إلا أنها ساهمت في القرن 16 بضخ البروتستانت من إنجلترا واسكتلندا إلى مستوطنة أيرلندا استنادا إلى سوابق يعود تاريخها إلى غزو نورمان لأيرلندا سنة 1169. وانخرط العديد من الناس في هذه المشاريع فكان لهم يدا بتكوين أوائل المستعمرات في شمال أمريكا. ومنهم مجموعة من أثرياء العهد الإليزابيثي في انكلترا ممن شجع على الاستعمار الإنجليزي في ايرلندا والهجمات على الإمبراطورية الإسبانية والتوسع الاستعماري في الخارج. وشملت المجموعة همفري جيلبرت ووالتر رالي وفرانسيس دريك وريتشارد غرينفيل وجون هوكنز ورالف لين. ونشأ معظمهم في أقصى جنوب غرب بريطانيا المعروفة باسم الريف الغربي المرتبطة بموانئ ديفون البحرية ومنها بليموث.

## الإمبراطورية البريطانية الأولى (1583–1783)

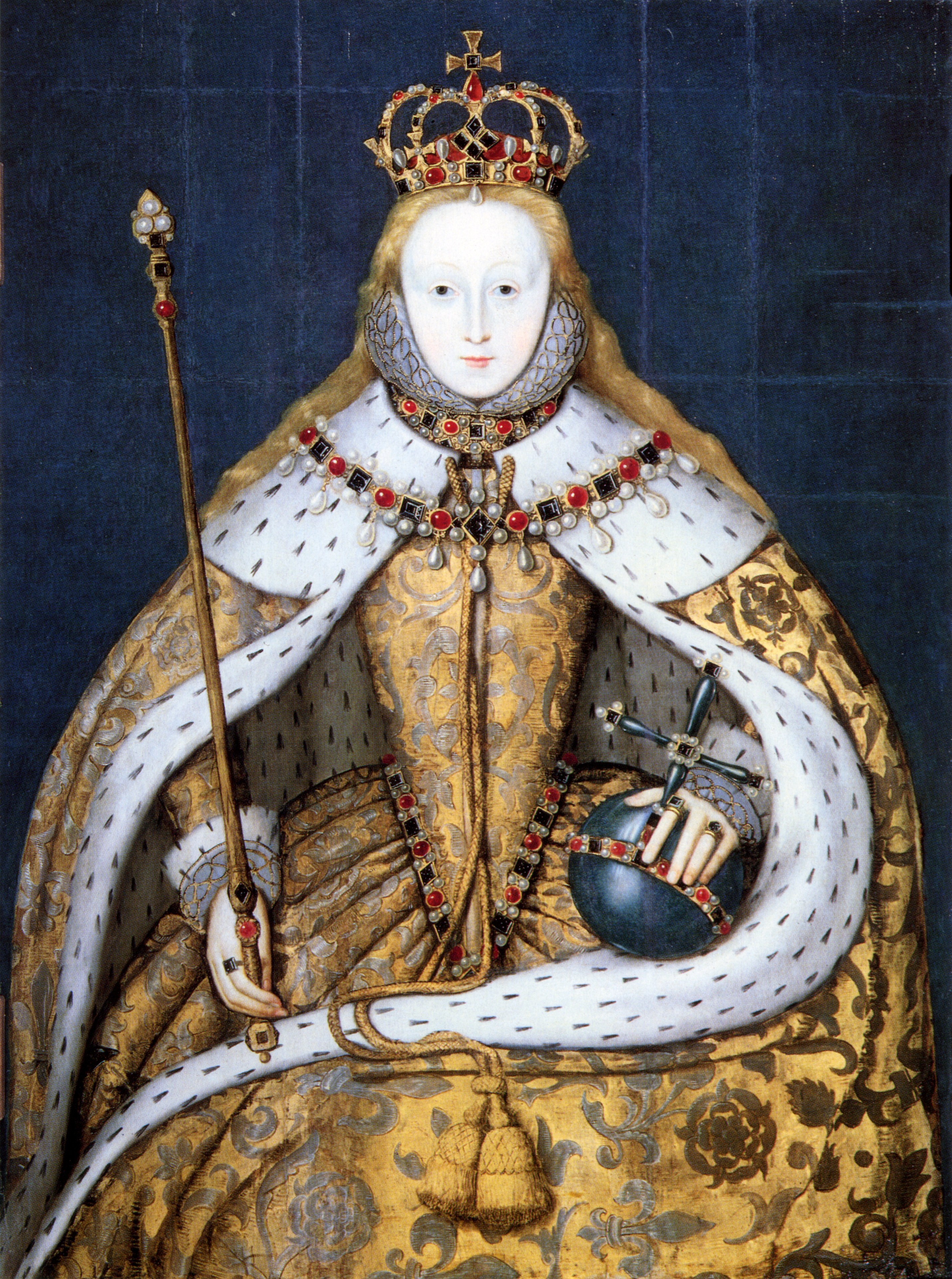
إليزابيث الأولى ملكة إنجلترا أول حاكمة التي وضعت أسس الإمبراطورية البريطانية، وبدأت بمعاركها الأولى مع أقوى عدو لها في التوسع الاستعماري الإمبراطورية الإسبانية.

### عهد إليزابيث الأولى
في عهد إليزابيث الأولى (1577-1590) فترة العظمة التي بدأت بها الإمبراطورية البريطانية، فتوسعت إنجلترا عبر البحار مع السير جون هوكنز ثم مع السير فرانسيس دريك الذان شنا العديد من الحروب ضد إمبراطورية فيليب الثاني الإسبانية. وقد أبحر دريك حول العالم وهو ثاني شخص طاف الأرض بعد فرناندو ماجلان وخوان سباستيان إلكانو. وقد رسى دريك في مكان ما شمال كاليفورنيا سنة 1579 والحقها بالتاج الإنجليزي وأسماها ألبيون الجديدة [الإنجليزية] (بالإنجليزية: New Albion)‏ بالرغم من أن ادعائه لم يعطي أي اهمية حيث أثبتت الخرائط التالية انها تقع شمال إسبانيا الجديدة.
ازداد اهتمام إنجلترا تدريجيا بما هو خارج أوروبا. فمنحت إليزابيث الأولى سنة 1578 امتياز الإستكشاف عبر البحار لهمفري جيلبرت. فأبحر في نفس السنة إلى منطقة الكاريبي بقصد المشاركة في أعمال القرصنة وإنشاء مستعمرة إنجليزية في أمريكا الشمالية، ولكن حملته فشلت قبل عبورها المحيط الأطلسي. ثم شرع في محاولة ثانية سنة 1583 وكانت صوب جزيرة نيوفاوندلاند حيث ادعى رسميا ان ميناؤها خاضع لانجلترا بالرغم من أنه لم يترك أي مستوطنين فيها. لم يتمكن جيلبرت من النجاة في رحلة العودة إلى بلاده، فخلفه أخيه غير الشقيق والتر رالي الذي حصل على امتياز خاص به من الملكة إليزابيث في 1584. فأسس في نفس السنة مستعمرة روانوك على سواحل كارولاينا الشمالية حاليا، ولكن نقص الإمدادات وقساوة الطقس وتحطم السفن والمواجهات العنيفة مع الهنود الحمر تسبب في عدم استمرار المستعمرة.
وفي سنة 1587 بدأ فيليب الثاني ملك إسبانيا بإعداد خطة لغزو إنجلترا بارسال اسطوله أرمادا الإسباني المنيع ومعه فرق الأثلاث الاسبانية [الإنجليزية] من هولندا، في حين عززت إليزابيث بحرية مملكتها. فهاجم دريك في 1587 ميناء قادس ودمر عدة سفن مما أخر من تجهيز الأرمادا حتى 1588. ومع ذلك فقد فشل اسطول أرمادا البحري في غرضه بغزو إنجلترا بسبب سوء الاحوال الجوية والحصار الهولندي والمقاومة الإنجليزية. انعش الانتصار على الأرمادا حماس الملكة إليزابيث بأنه لن يكون هناك أي خشية من غزو فرق الأثلاث الإسبانية. لكن الجو في انكلترا بعد المعركة لم يكن له جلبة الحماس الوطني والاحتفالات لفشل الغزو الاسباني. وبالإضافة إلى ذلك فقد حاولت الملكة إليزابيث في العام التالي 1589 استغلال ميزة فشل الارمادا الاسباني على سواحل إنجلترا فأرسلت أسطولها الخاص (المسمى الأرمادا الإنجليزي) ضد الممتلكات الاسبانية. ولكنه انتهى به الأمر أيضا بكارثة. ففقد الكثير من سفنه وقوته، بالإضافة إلى أن تكاليف الحملة قد ارهقت الخزانة الملكية لإليزابيث التي جمعتها بصبر خلال فترة حكمها الطويل.

### حقبة الستيوارت

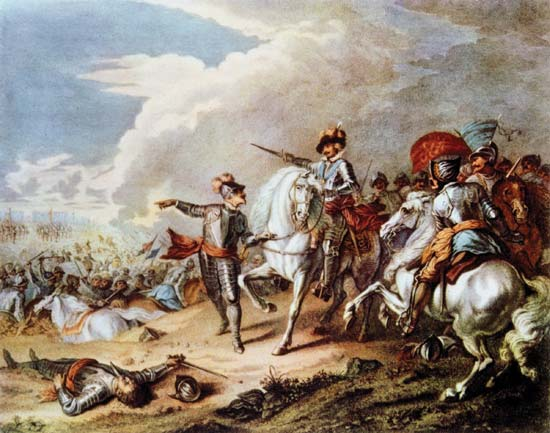
كان انتصار البرلمانيين على الملكيين في معركة نيسبي في 1645 نقطة تحول حاسمة في الحرب الأهلية الإنجليزية.

ربما تكون هزيمة أرمادا الاسباني في 1588 قد كرس إنجلترا بانها قوة بحرية، ولكن الحقيقة هي أنه بعد هزيمة الأرمادا الإنجليزي استمرت اسبانيا بوصفها الإمبراطورية المهيمنة على البحار. لذا فعندما ارتقى جيمس السادس ملك اسكتلندا العرش الإنجليزي سنة 1603 (باسم جيمس الأول) بدأ في سنة 1604 بمفاوضات مع إسبانيا لإنهاء الأعمال العدائية بينهما فانتج عنها معاهدة لندن للسلام مع منافسه الرئيسي. فبدأ الإنجليز بالتحول من الاستيلاء على البنى التحتية الاستعمارية للدول الأخرى إلى الاهتمام بالأعمال التجارية لإنشاء مستعمراتها الخارجية. فأنشئوا أول مستوطنة دائمة لهم في أمريكا سنة 1607 في جيمس تاون فرجينيا.
فبدأت الإمبراطورية البريطانية بالتشكل أوائل القرن 17 وذلك بالاستيطان في أمريكا الشمالية وجزر الكاريبي الصغيرة وإنشاء شركات مساهمة أبرزها شركة الهند الشرقية لإدارة مستعمراتها وتجارتها الخارجية. وقد أشار بعض المؤرخين اللاحقين إلى بداية تلك الفترة وحتى فقدان المستعمرات الثلاثة عشر بعد حرب الاستقلال الأمريكية نهاية القرن 18 باسم «الإمبراطورية البريطانية الأولى». ولكن السياسة الإمبريالية عبر البحار قد توقفت مؤقتا بسبب سلسلة من المشاكل الداخلية: الحرب الأهلية (1642-1645)، الجمهورية ومحمية [الإنجليزية] كرومويل (1649-1660) وما أعقب ذلك من عودة الملكية، واستمرار الاقتتال بين الكاثوليك والبروتستانت. لم تتمكن المملكة من استعادة الاستقرار الداخلي إلا بعد الثورة المجيدة سنة 1688.
وفي سنة 1695 منح برلمان اسكتلندا ميثاقا تأسيسيا لشركة اسكتلندا. فأنشئت مستوطنة ومحطة تجارية على برزخ بنما سنة 1698. لكنهم أضحوا محاصرين من جيرانهم الاسبان في مستعمرة غرناطة الجديدة [الإنجليزية] وتعرضوا أيضا للإصابة بالملاريا، مما أجبرهم لهجر المستعمرة بعدها بعامين. وكان مشروع دارين كارثة مالية لاسكتلندا -خسرت اسكتلندا ربع رأس مالها في ذلك المشروع- وانتهت آمال الاسكتلنديين في تأسيس إمبراطورية لهم. كما كان لذلك الحدث نتائج سياسية كبيرة، حيث أقنع حكومات كل من إنجلترا واسكتلندا بمزايا وحدة البلدين بدلا من أن تكون مجرد تيجان. فجرى في 1707 معاهدة الاتحاد بين الطرفين وإنشاء مملكة بريطانيا العظمى ذات برلمان موحد. فوسعت بريطانيا نفوذها الدولي وعززت سياسيتها الداخلية على مدى القرون الثلاثة التالية. ففي سنة 1704 خلال حرب الخلافة الإسبانية استولت على جبل طارق فاعترفت اسبانيا بالحيازة البريطانية في معاهدة أوتريخت 1713 التي أنهت الحرب. وقد تنازلت اسبانيا بالكامل عن الصخرة لمملكة بريطانيا العظمى دون أي ولاية قضائية بشرط أن لإسبانيا خيار استردادها إذا تخلت بريطانيا عنها.

### الأمريكتين وإفريقيا وتجارة العبيد
أضحت مستعمرات إنجلترا في منطقة البحر الكاريبي من أكثر مستعمرات إنجلترا ربحا وأهمية وإن كان بعد عدة محاولات فاشلة لاستعمارها. فإنشاء مستعمرة في غيانا في 1604 استغرقت عامين ولكنها فشلت في هدفها الرئيسي وهو العثور على رواسب الذهب. وقد طويت المستعمرات في سانت لوسيا (1605) وغرينادا (1609) بسرعة، ولكنها نجحت في إنشاء المستوطنات في سانت كيتس (1624) وبربادوس (1627) ونيفيس (1628). ثم بدأت المستعمرات باعتماد نظام مزارع السكر التي استخدمها البرتغاليون بنجاح في البرازيل التي قامت على عمل الرقيق ولكنها اعتمدت أولا على السفن الهولندية التي تبيع العبيد وتشتري السكر. ولضمان بقاء الأرباح الصافية المتزايدة في هذه التجارة في أيدي الإنجليز، أصدر البرلمان سنة 1651 مرسوما مفاده أنه فقط السفن الإنجليزية التي يمكنها من العمل في تجارة المستعمرات الإنجليزية. وأدى ذلك إلى أعمال عدائية مع المقاطعات الهولندية المتحدة -وهي سلسلة من الحروب الأنجلو-هولندية- والتي بالنهاية عززت مكانة إنجلترا في الأمريكتين على حساب الهولنديين. ثم ضمت إنجلترا جزيرة جامايكا من الإسبان سنة 1655 وفي 1666 نجحت في استعمار جزر البهاما.

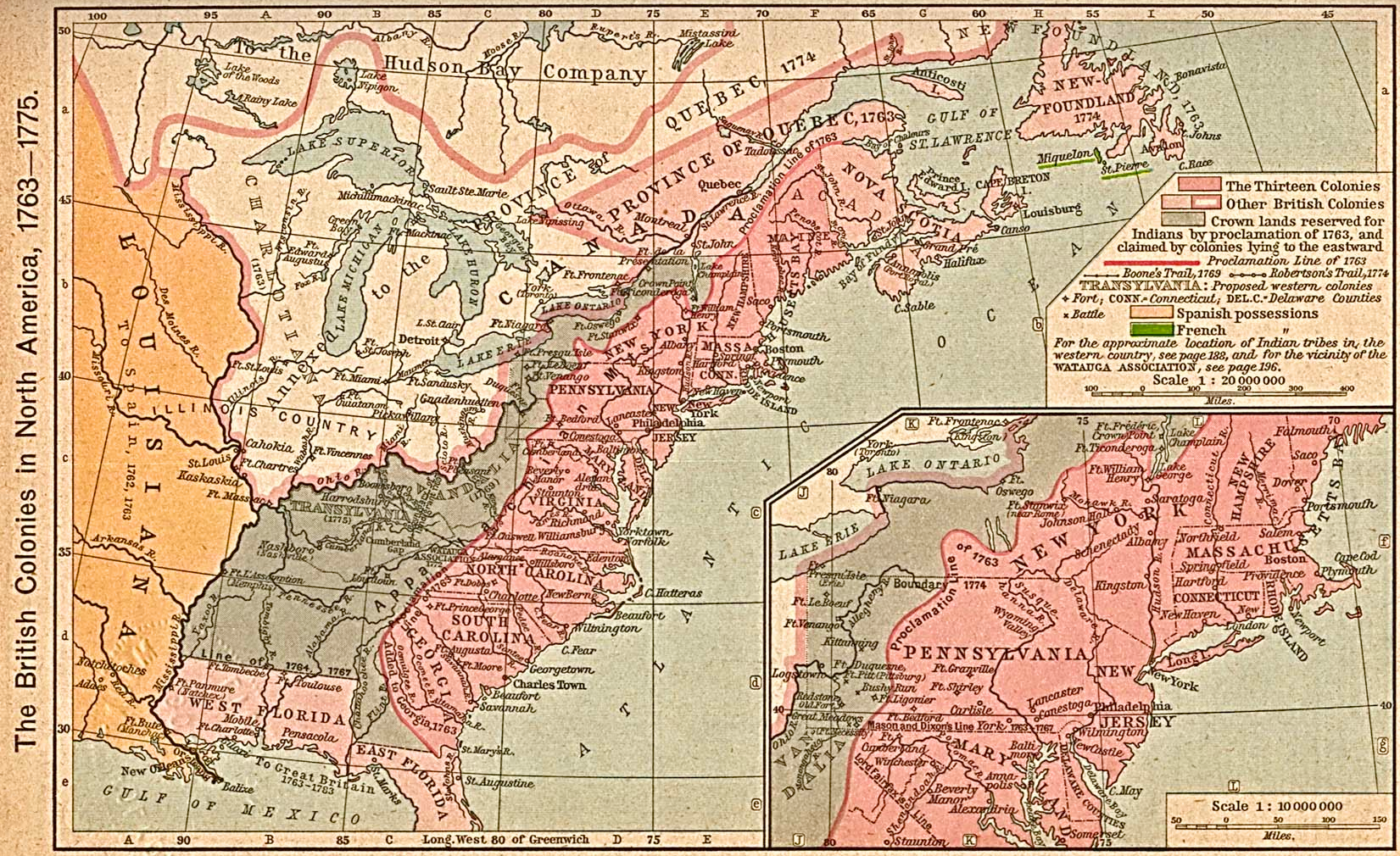
خريطة للمستوطنات البريطانية في قارة أمريكا الشمالية 1763–1776

كانت مستوطنة جيمس تاون أول مستوطنة دائمة لإنجلترا أسست في الأمريكتين سنة 1607 بقيادة القبطان جون سميث وأدارتها شركة فيرجينيا. تم تلاها استيطان برمودا بعد أن طالبت بها إنجلترا بسبب وجود حطام سفينة مهمة لشركة فيرجينيا 1609، وقد استلمتها شركة أخرى سنة 1615. تم إلغاء ميثاق شركة فرجينيا سنة 1624 وتولى التاج السيطرة المباشرة على فرجينيا وبالتالي تأسيس مستعمرة فرجينيا. ثم انشئت شركة لندن وبريستول سنة 1610 بهدف إيجاد استيطان دائم في نيوفاوندلاند، لكن ذلك لم يتم له النجاح المتوقع. وفي سنة 1620 أسس التطهيريين الانفصاليين الدينيين الذين اشتهروا باسم الحجاج مستعمرة بليموث مأوى لهم هاربين من الاضطهاد الديني وكان ذلك دافع للعديد من الإنجليز الذين اصبحوا مستعمرين في خوض رحلة خطرة لعبور المحيط الأطلسي: أسس اتباع الكنيسة الكاثوليكية ماريلاند لتكون ملاذا لهم (1634)، ثم مستعمرة رود آيلاند (1636) المتسامحة مع جميع الأديان ثم كونيكتيكت (1639) للأبرشانيون ثم مقاطعة كارولينا في 1663. ومع سقوط حصن أمستردام سنة 1664 تمكنت إنجلترا من السيطرة على مستعمرة نيو نذرلاند الهولندية وغيرت اسمها إلى نيويورك. وقد تم إضفاء الطابع الرسمي على المفاوضات التي اعقبت الحرب الإنجليزية الهولندية الثانية حيث استبدلت بسورينام. وفي سنة 1681 أسس وليام بن مستعمرة بنسلفانيا. ومع أن المستعمرات الأمريكية أقل مردودا ماديا من الموجودة في الكاريبي، ولكن لديها مساحات كبيرة من الأراضي الزراعية الجيدة وجذبت أعدادا كبيرة من المهاجرين الإنجليز الذين يفضلون مناخها المعتدل.

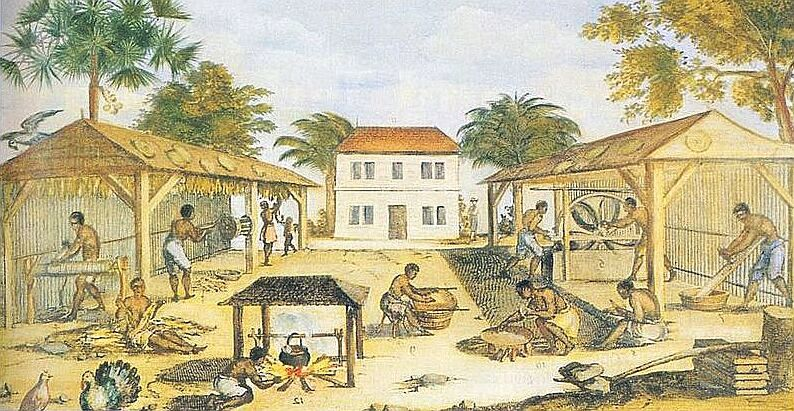
رقيق أفارقة يعملون في مستعمرة فيرجينيا في القرن 17 رسمت 1670

وفي سنة 1670 أنشأ تشارلز الثاني من خلال الميثاق الملكي شركة خليج هدسون (HBC) ومنحها احتكار لتجارة الفراء في المنطقة المعروفة باسم أرض روبرت. والتي شكلت لاحقا نسبة كبيرة من أراضي كندا. إلا أن حصونها ومراكزها التجارية كثيرا ما كانت عرضة لهجمات الفرنسيين الذين أنشأوا مستعمرة تجارية لهم خاصة بالفراء في فرنسا الجديدة المجاورة.
ثم بعد ذلك بعامين دشن الملك تشارلز الثاني الشركة الملكية الإفريقية [الإنجليزية] ومنحها احتكار تجارة استيراد العبيد لمستعمرات بريطانيا في منطقة الكاريبي. فقد كان الرق منذ البداية هو أساس وجود الإمبراطورية البريطانية في جزر الهند الغربية، فبريطانيا حتى إلغائها تجارة الرقيق سنة 1807 كانت مسؤولة عن نقل 3.5 مليون من العبيد الأفارقة إلى الأمريكتين، وهو ثلث الرقيق المنقولين عبر المحيط الأطلسي. ولتيسير هذه التجارة أنشئت حصون وقلاع على ساحل غرب إفريقيا مثل جزيرة جيمس وأكرا وجزيرة بونس. وارتفعت نسبة السكان المنحدرين من أصل إفريقي في منطقة الكاريبي البريطانية من 25٪ في 1650 إلى حوالي 80٪ في 1780، وفي المستعمرات الثلاث عشرة من 10٪ إلى 40٪ خلال نفس الفترة (أضحوا أغلبية في المستعمرات الجنوبية). فقد كانت تلك التجارة مربحة للغاية بالنسبة لتجار الرقيق وأصبحت دعامة اقتصادية رئيسية للمدن البريطانية [الإنجليزية] الغربية مثل بريستول وليفربول التي شكلت الركن الثالث من التجارة الثلاثية مع إفريقيا والأمريكتين. كانت ظروف النقل القاسية وغير الصحية لسفن الرقيق والغذاء القليل جعل معدل الوفيات أثناء عبور الطريق البحري هي واحد من كل سبعة.

### منافسة الهولنديين في آسيا

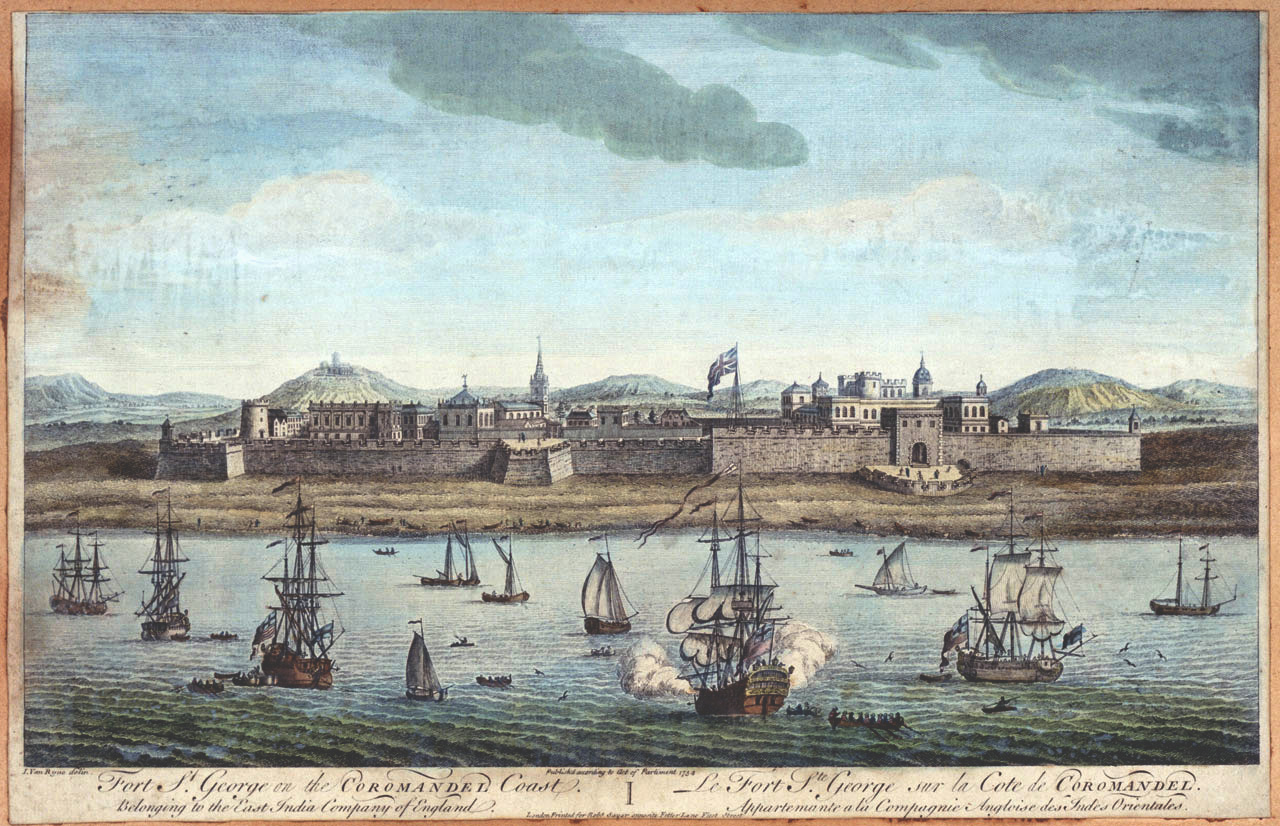
حصن سنت جورج أول حصن إنجليزي في الهند انشئ سنة 1639 في مدراس.

بدأت إنجلترا وهولندا في نهاية القرن 16 تتحدي احتكار تجارة البرتغال الآسيوية، فشكلت شركات مساهمة خاصة لتمويل الرحلات التجارية، وهي شركة الهند الشرقية الإنجليزية (أضحت بريطانية بعد ذلك) وشركة الهند الشرقية الهولندية وانشئتا بالتوالي في 1600 و 1602. والهدف الرئيسي لهذه الشركات هو الاستفادة من تجارة التوابل المربحة، وهو جهد ارتكز أساسا على منطقتين؛ أرخبيل الهند الشرقية والهند المركز المهم في شبكة التجارة. ومن هناك بدأت المنافسة على التفوق التجاري مع البرتغال ومع بعضهما البعض. وتمكنت إنجلترا في نهاية الأمر من اضعاف قوة هولندا الإستعمارية، إلا أن نظام هولندا المالي الأكثر تقدما والحروب الأنجلو-هولندية الثلاث في القرن 17 تركها في وضع أقوى في آسيا. ثم توقف القتال بعد الثورة المجيدة سنة 1688 عندما صعد وليام أورانج الهولندي العرش الإنجليزي ليتحقق السلام بين هولندا وإنجلترا. فتمت صفقة بين البلدين بأن تكون تجارة التوابل في أرخبيل جزر الهند الشرقية إلى هولندا، أما صناعة المنسوجات في الهند فانتقل احتكارها إلى إنجلترا. فسرعان ماأضحت أرباح صناعة النسيج متجاوزة أرباح تجارة التوابل. وما أن حلت سنة 1720 حتى تجاوزت مبيعات الشركة البريطانية مبيعات الشركة الهولندية.

### النزاعات الدولية مع فرنسا

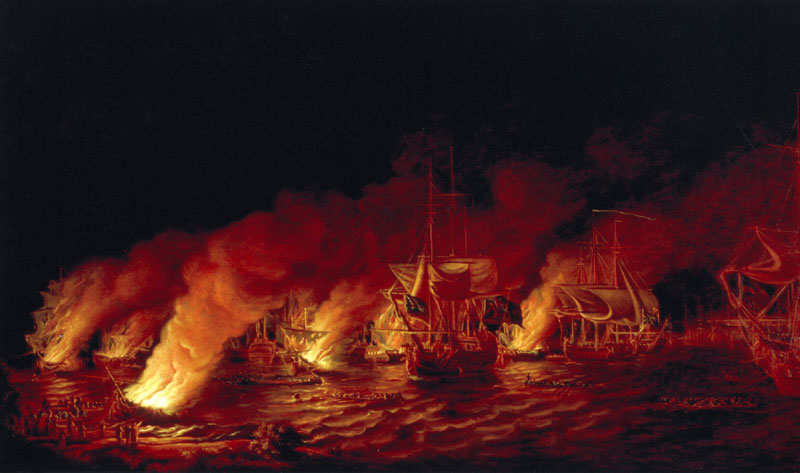
حرائق السفن الفرنسية المهزومة في كيبك سنة 1759.

مكن السلام بين إنجلترا وهولندا من أن يصبحوا حلفاء في حرب التسع سنوات سنة 1688، لكن هذا الصراع الذي اندلع في أوروبا وخارجها بين فرنسا وإسبانيا والحلف الأنجلو-هولندي جعل الإنجليز قوة استعمارية أقوى من الهولنديين الذين أضطروا إلى زيادة الميزانية العسكرية في حربهم البرية المكلفة في أوروبا. ارتفعت قوة إنجلترا (بريطانيا بعد 1707) في القرن 18 لتصبح القوة الاستعمارية المهيمنة في العالم، وأضحت فرنسا المنافس الرئيسي لها في الفترة الإمبراطورية.
بعد وفاة كارلوس الثاني ملك إسبانيا سنة 1700 ورث فيليب أنجو حفيد ملك فرنسا حكم إسبانيا وإمبراطوريتهما الاستعمارية مما أثار احتمال توحيد فرنسا وإسبانيا ومستعمراتها، وهو وضع رفضته إنجلترا والقوى الأوروبية الأخرى. فاندلعت حرب الخلافة الاسبانية في 1701 بين الإمبراطورية الرومانية المقدسة التي ساندتها إنجلترا والبرتغال وهولندا ضد اسبانيا وفرنسا. واستمرت الحرب حتى 1714 في معاهدة أوتريخت حيث أضحى فيليب الخامس ملكاً لإسبانيا ولكنه أزيح وذريته من سلسلة خلافة العرش الفرنسي، وفقدت اسبانيا ممتلكاتها الأوروبية. بالمقابل تمكنت الإمبراطورية البريطانية من التوسع إقليميا: فقد اخذت من فرنسا نيوفاوندلاند وأكاديا، وأخذت من اسبانيا منورقة وجبل طارق الذي أصبح قاعدة بحرية حرجة مكن لبريطانيا السيطرة على نقطة دخول وخروج المحيط الأطلسي مع البحر الأبيض المتوسط. وتنازلت إسبانيا أيضا إلى بريطانيا عن حقوق الاحتكار (بالإسبانية: asiento)‏ (إذن بيع العبيد إلى أمريكا الإسبانية [الإنجليزية]).

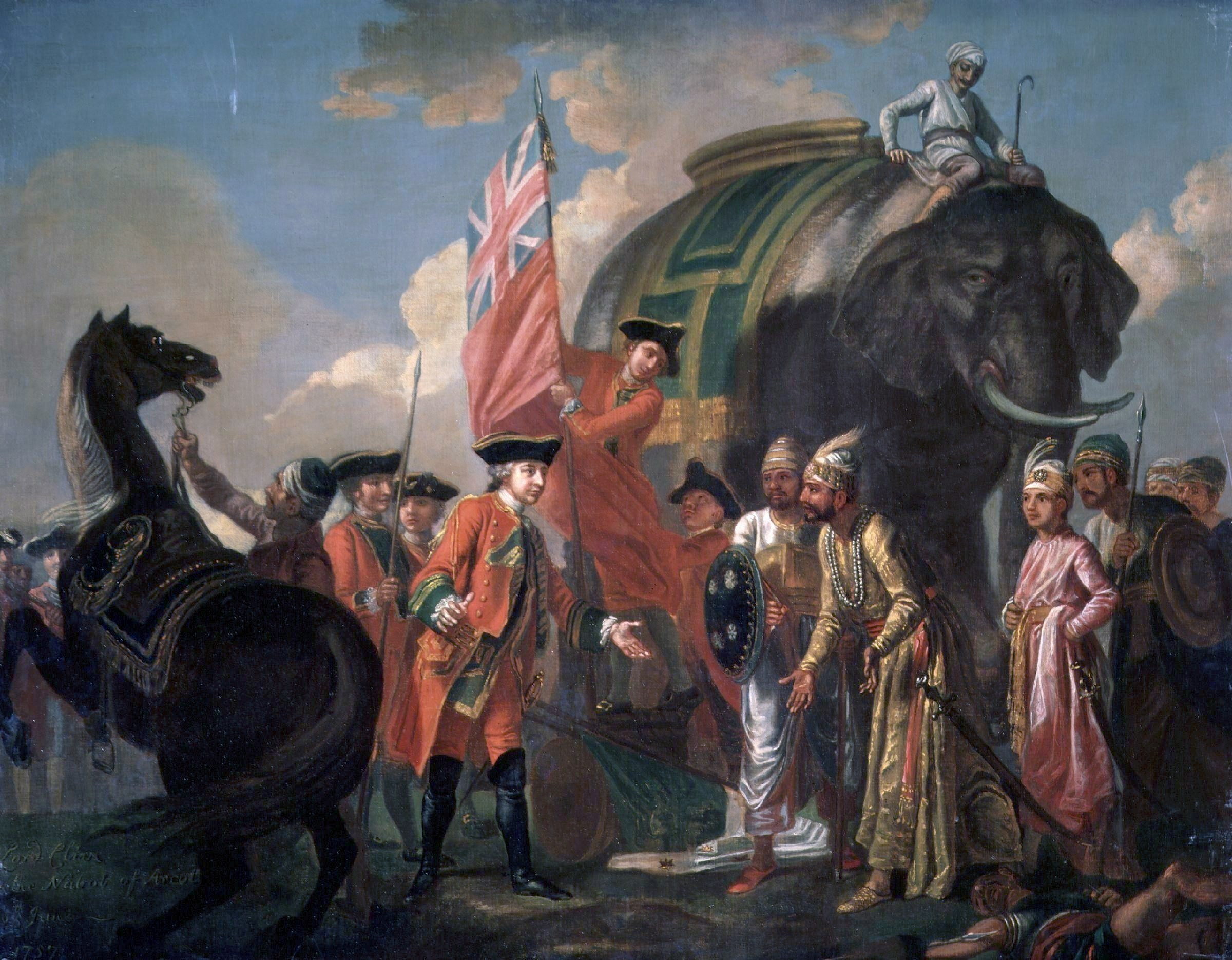
انتصار روبرت كليف في معركة بلاسي مكن شركة الهند الشرقية من أن تكون قوة عسكرية بالإضافة إلى قوتها التجارية.

اندلعت عدة صراعات عسكرية في شبه القارة الهندية أواسط القرن 18، فحروب كارناتيك بين شركة الهند الشرقية الإنجليزية (غالبا ما تعرف باسم «الشركة» فقط) ونظيرتها شركة الهند الشرقية الفرنسية (Compagnie française des Indes orientales) إلى جانب الحكام المحليين لملء الفراغ الذي خلفه تراجع سلطنة مغول الهند. فتمكن البريطانيون بقيادة روبرت كلايف من هزيمة نواب البنغال وحلفائهم الفرنسيين في معركة بلاسي سنة 1757، فأضحت شركة الهند الشرقية البريطانية التي سيطرت على البنغال قوة عسكرية وسياسية رئيسية في الهند. وتراجعت فرنسا إلى جيوب لها ولكن بقيود عسكرية والتزام لدعم الدول العميلة البريطانية، فانتهت آمال فرنسا بالسيطرة على الهند. ثم بدات شركة الهند الشرقية البريطانية تدريجيا بزيادة مساحة الأراضي الخاضعة لسيطرتها إما بحكم مباشر أو عبر حكام محليين تحت تهديد القوة للجيش الهند البريطاني التي تتألف الغالبية العظمى منه من جنود المشاة يسمون بالسباهي الهنود. وقد غدت الهند إحدى مسارح الصراع البريطاني والفرنسي خلال حرب السنوات السبع حيث انضمت إليهما قوى أوروبية أخرى، والتي توقفت مع توقيع معاهدة باريس (1763) فكان لها عواقب مهمة لمستقبل الإمبراطورية البريطانية، فقد انتهت قوة فرنسا الإستعمارية نهاية فعالة مع اعترافها بحق بريطانيا في أرض روبرت، وتنازلت عن فرنسا الجديدة لبريطانيا (وترك عدد كبير من السكان الناطقين بالفرنسية تحت السيطرة البريطانية) ولويزيانا إلى إسبانيا. بالمقابل تنازلت إسبانيا عن فلوريدا لبريطانيا. إلى جانب انتصار بريطانيا على فرنسا في الهند، فقد جعلتها حرب السبع سنوات أقوى قوة بحرية في العالم

### خسارة المستعمرات الثلاث عشرة الأمريكية
ازدادت العلاقات بين المستعمرات الثلاثة عشر وبريطانيا سوءا خلال عقدي 1760-1770، والسبب الرئيسي لذلك هو محاولات البرلمان البريطاني لحكم وفرض الضرائب على سكان المستعمرات الأمريكيين دون موافقتهم. فظهر شعار «لا ضريبة بدون تمثيل» في ذاك الوقت ملخصا الشعور بالسخط من انتهاك حقوق الإنجليز المكفولة. ثم اندلعت الثورة برفض سلطة البرلمان وبدأت بالتحرك نحو الحكم الذاتي. ولكن رد بريطانيا كان عنيفا حيث أرسلت قوات لإعادة فرض الحكم المباشر، مما أدى إلى ظهور مناخ الحرب في المستعمرات سنة 1775. وفي العام التالي أعلنت الولايات المتحدة الاستقلال ولكن دخول فرنسا وإسبانيا الحرب في 1778 قلب التوازن العسكري لصالح الأميركيين، وبعد هزيمة بريطانيا في معركة يوركتاون سنة 1781 بدأت بالتفاوض على شروط السلام. تم الاعتراف باستقلال أمريكا في معاهدة باريس (1783).

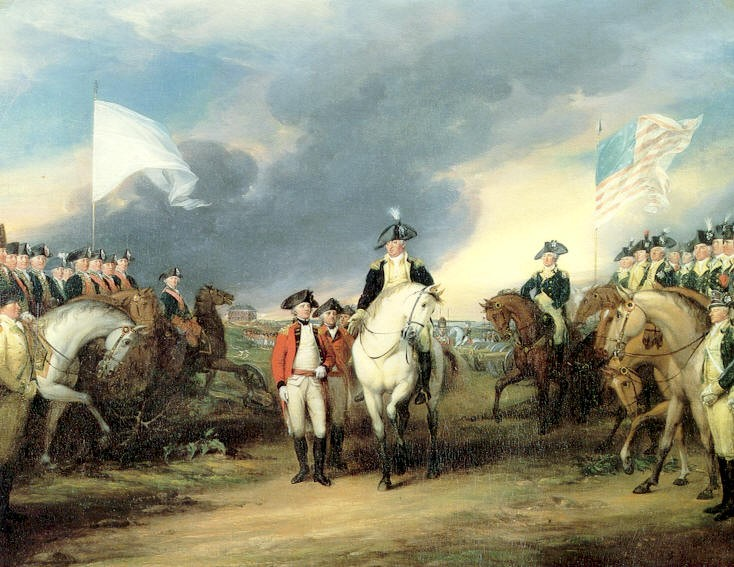
استسلام كورنويلس في يوركتاون. عدت خسارة المستعمرات الأمريكية نهاية "الإمبراطورية البريطانية الأولى".

اعتبر بعض المؤرخين خسارة جزء ضخم من أراضي أمريكا البريطانية حيث يوجد فيها أكبر عدد من السكان الإنجليز خارج بريطانيا هو الحدث الذي حدد الانتقال من الإمبراطورية البريطانية الأولى إلى الإمبراطورية الثانية، فحولت بريطانيا اهتمامها من الأمريكتين إلى آسيا والمحيط الهادئ ثم إفريقيا لاحقا. وذكر آدم سميث في كتابه ثروة الأمم المنشور سنة 1776: إن المستعمرات فائضة عن الحاجة، وأن يجب أن تحل التجارة الحرة محل السياسات التجارية القديمة التي ميزت الفترة الأولى من التوسع الاستعماري التي يعود تاريخها إلى الحمائية في إسبانيا والبرتغال. وبدا أن نمو التجارة بين الولايات المتحدة المستقلة حديثا وبريطانيا بعد 1783 أكد وجهة نظر سميث بأن سيطرة الدولة السياسية ليس ضروريا لنجاحها الاقتصادي
أثرت الحرب الجنوبية على سياسة بريطانيا في كندا، فقد هاجر مابين 40,000-100,000 من مواليها هاربين من الولايات المتحدة الجديدة بعد استقلالها. فاستقر 14 ألفا من الموالين في وديان نهر سانت جون وسانت كروا، ثم في جزء من نوفا سكوتيا. فشعر هؤلاء المستوطنون الجدد أنهم بعيدون جدا عن حكومة مقاطعة هاليفاكس، لذلك فصلت لندن مقاطعة نيو برونزويك عنها فجعلتها مستعمرة مستقلة سنة 1784. ثم أنشأ مرسوم دستوري لسنة 1791 مقاطعتي كندا العليا (الناطقة باللغة الإنجليزية) وكندا السفلى (الناطقة بالفرنسية) لنزع فتيل التوترات بين المجتمع الفرنسي والبريطاني، ونفذت أنظمة حكومية مماثلة لتلك المستخدمة في بريطانيا من تأكيد سلطة الحكم الإمبراطوري وعدم السماح لأي نوع من السيطرة الشعبية للحكومات مثل التي كان يعتقد أنها أدت إلى الثورة الأمريكية.
وقد تصاعد التوتر مجددا بين بريطانيا والولايات المتحدة خلال فترة الحروب النابليونية حيث حاولت بريطانيا قطع التجارة الأمريكية مع فرنسا واعترضت السفن الأمريكية لإجبار الرجال على الخدمة في البحرية الملكية. فأعلنت الولايات المتحدة الحرب في 1812 وغزت الأراضي الكندية. ردا على ذلك غزت بريطانيا الولايات المتحدة، ولكن حدود ما قبل الحرب أثبتتها معاهدة غنت لسنة 1814، مما ضمن أن مستقبل كندا أضحى منفصلا عن مستقبل الولايات المتحدة

## صعود الإمبراطورية البريطانية الثانية (1783–1815)

### استكشاف المحيط الهادئ

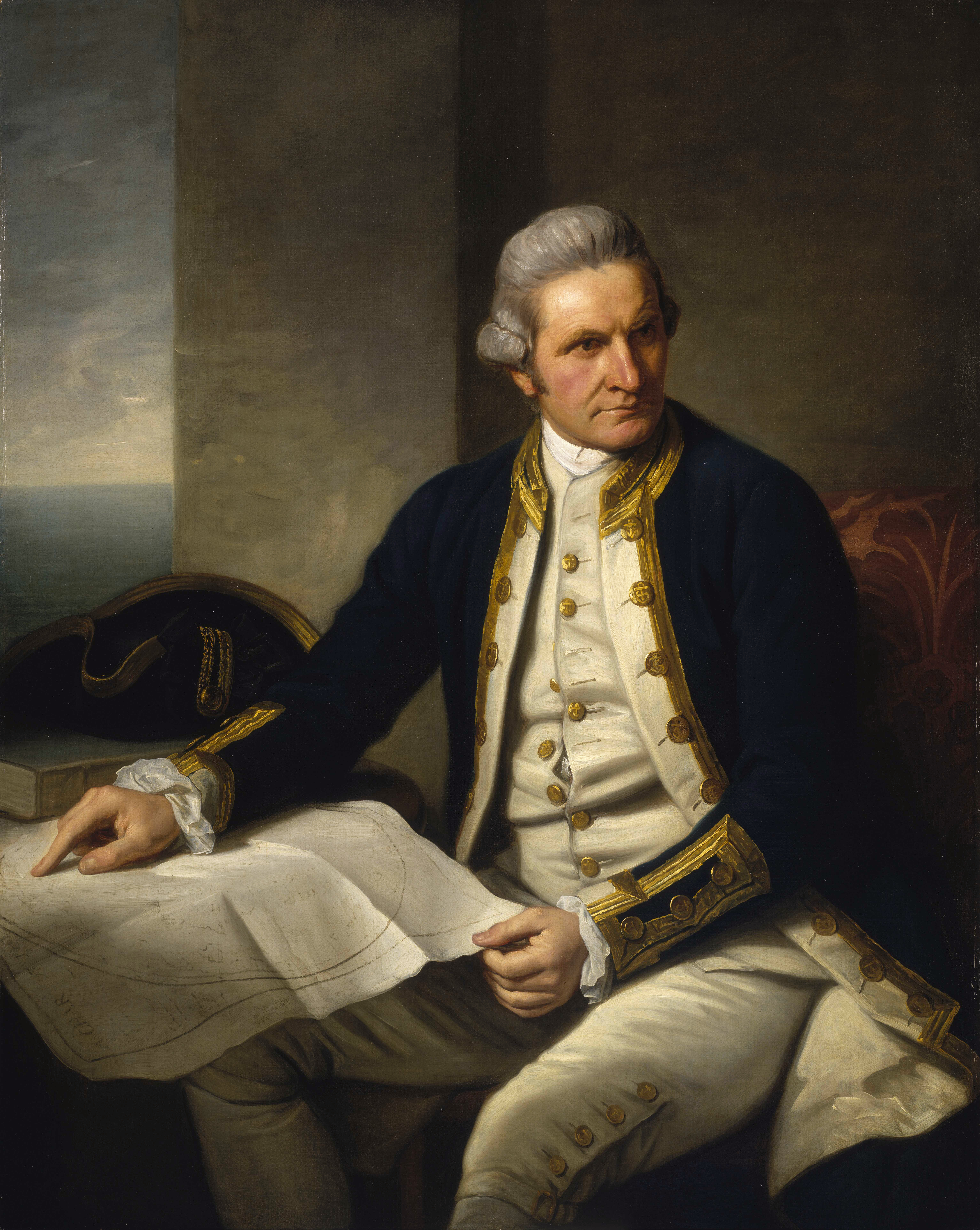
كانت مهمة بعثة جيمس كوك هي العثور على القارة الجنوبية المزعومة تيرا أوستراليس.

بدأت بريطانيا منذ 1718 بنقل المدانون بالجرائم من أراضيها إلى المستعمرات الأمريكية، حيث كانت تنقل ما يقرب من ألف المدان سنويا عبر المحيط الأطلسي. ولكن بعد خسارة المستعمرات الثلاثة عشر في 1783 اضطرت لإيجاد مواقع بديلة، حيث نقلت وجهتها إلى الأراضي أستراليا المكتشفة حديثا. وقد سبق الأوربيون اكتشاف الساحل الغربي لأستراليا وذلك عن طريق المستكشف الهولندي فيليم جانزون سنة 1606، فضمت إلى شركة الهند الشرقية الهولندية وسميت بهولندا الجديدة ولكن لم يكن هناك نية لإستيطانها. وفي سنة 1770 اكتشف جيمس كوك الساحل الشرقي لأستراليا عندما كان في رحلة علمية إلى جنوب المحيط الهادئ فاعلن أن القارة خاضعة للحكومة البريطانية وأطلق عليها اسم نيو ساوث ويلز. ثم قدم جوزيف بانكس عالم النبات في رحلة كوك الأدلة للحكومة على مدى ملاءمة خليج بوتاني لإنشاء مستعمرة عقابية وذلك في سنة 1778، فأبحرت أول شحنة من المدانين سنة 1787 فوصلتها في السنة التالية. ثم واصلت بريطانيا نقل المحكومين إلى نيو ساوث ويلز حتى 1840. فأضحت المستعمرات الأسترالية تصدر الصوف والذهب المربح، وبسبب حمى البحث عن الذهب في مستعمرة فيكتوريا صارت عاصمتها ملبورن أغنى مدينة في العالم لفترة من الزمن، وثاني أكبر مدينة في الإمبراطورية البريطانية (بعد لندن).
مر كوك خلال رحلته على جزر نيوزيلندا التي اكتشفها المستكشف الهولندي أبل تاسمان سنة 1642، فأعلن الجزيرتين الشمالية والجنوبية خاضعتين للتاج البريطاني في 1769 و 1770 تباعا. وقد كان التفاعل في البداية بين السكان الماوريين الأصليين والأوروبيين مقتصرا على تجارة السلع، ثم ازدادت المستوطنات الأوروبية خلال العقود الأولى من القرن 19، وانشئت العديد من المناطق التجارية خاصة في الشمال.
واعلنت شركة نيوزيلندا سنة 1839 عن خططها لشراء مساحات كبيرة من الأراضي وإنشاء مستعمرات في نيوزيلندا. في 6 فبراير 1840 وقع الكابتن ويليام هوبسون مع 40 من رؤساء الماوري معاهدة وايتانغي. التي عدها الكثيرون أنها وثيقة تأسيس نيوزيلندا، ولكن اختلاف تفسير النصوص بين النسخة الماورية والإنكليزية يعني أن مصادر النزاع لا تزال مستمرة. وقد أنشأ فيها المستعمرات العقابية (تحت حكم التاج منذ عام 1840)، وبالتالي عانى السكان الأصليين من الحروب والأمراض. مما حد من تعدادهم إلى نحو 60-70٪ في أقل من قرن من الزمان.

### الصراع مع فرنسا النابليونية
واجهت بريطانيا مجددا تحديا من فرنسا تحت حكم نابليون في صراع اختلف عن الحروب السابقة حيث مثل تنافسا لأيديولوجيات البلدين. لم يكن موقف بريطانيا في المسرح العالمي الذي كان في خطر: بل هدد نابليون بغزو بريطانيا نفسها، عندما اجتاحت جيوشه العديد من بلدان أوروبا القارية.

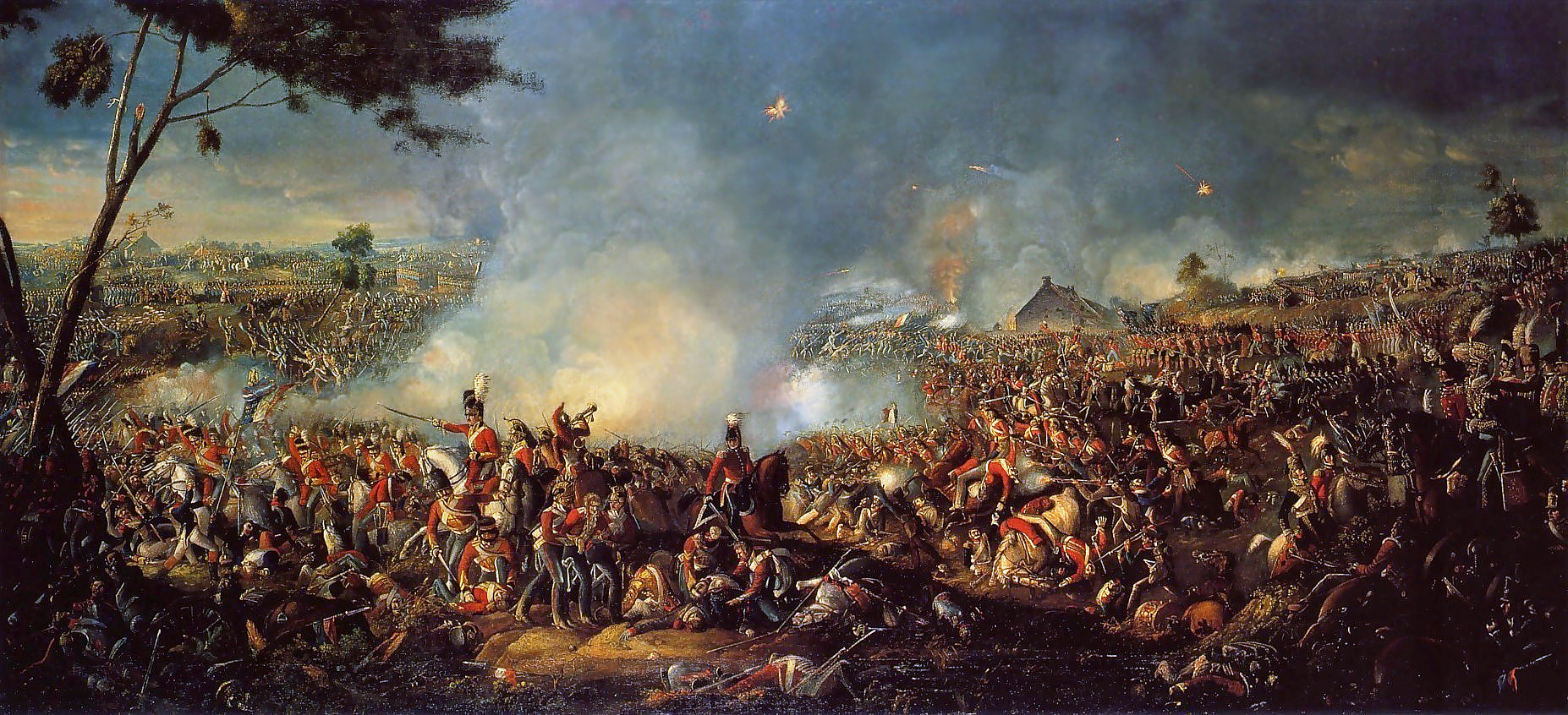
شهدت معركة واترلو نهاية الحروب النابليونية وبداية باكس بريتانيكا.

وقد التهمت الحروب النابليونية مبالغ هائلة من ثروات بريطانيا ومواردها حتى انتصرت فيها. فحاصرت البحرية الملكية موانئ فرنسا، وحققت انتصارا حاسما على أسطول فرنسي-أسباني في طرف الغار سنة 1805. وهاجمت المستعمرات الخارجية واحتلتها بما في ذلك التي الخاضعة لهولندا التي ضمها نابليون سنة 1810. وبالنهاية انهزمت فرنسا أمام ائتلاف من الجيوش الأوروبية في 1815. ومرة أخرى استفادت بريطانيا من معاهدات السلام: حيث تنازلت فرنسا عن الجزر الأيونية ومالطا (التي احتلتها في 1797 و 1798 على التوالي) وموريشيوس وسانت لوسيا وتوباغو؛ وتنازلت اسبانيا عن ترينيداد؛ ونالت من هولندا على غيانا ومستعمرة كيب. وأعادت بريطانيا غوادلوب ومارتينيك وغويانا الفرنسية وريونيون إلى فرنسا وجاوة وسورينام إلى هولندا، بينما تمكنت من السيطرة على سيلان (1795-1815).

### إلغاء العبودية
ومع ظهور الثورة الصناعية قلت أهمية السلع التي ينتجها الرقيق للاقتصاد البريطاني. بالإضافة إلى الكلفة العالية لقمع تمرد عبيد عادية. وقد سن البرلمان قانون تجارة الرقيق 1807 بدعم من الحركة البريطانية لإلغاء عقوبة الإعدام فألغى تجارة الرقيق في الإمبراطورية. وخصصت مستعمرة ومحمية سيراليون لتكون مستعمرة بريطانية رسمية للعبيد المحررين سنة 1808. وشهد الإصلاح البرلماني في سنة 1832 انخفاض تأثير لجنة الهند الغربية. فقانون إلغاء الرق الذي صدر في العام التالي ألغى العبودية في جميع أنحاء الإمبراطورية البريطانية بدءا من 1 أغسطس 1834، مما جعل الإمبراطورية تتماشى مع القانون في المملكة المتحدة (باستثناء سانت هيلينا وسيلان والأراضي التي تديرها شركة الهند الشرقية، وقد الغيت تلك الاستثناءات لاحقا). وبموجب القانون منح العبيد الحرية الكاملة بعد فترة تتراوح بين أربع وست سنوات من «التدريب». وعوضت الحكومة البريطانية مالكي العبيد.

## قرن الإمبراطورية البريطانية (1815–1914)

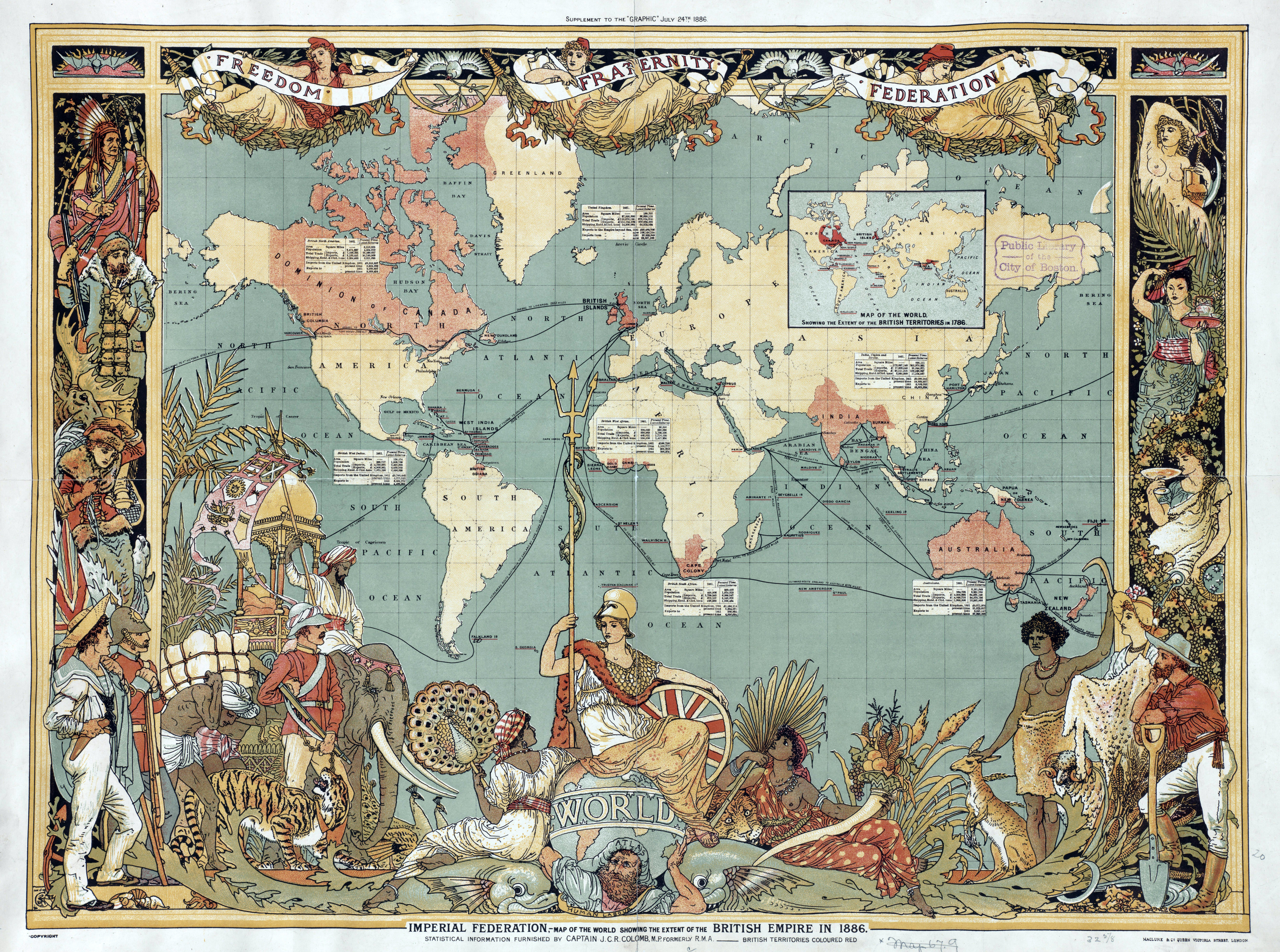
خريطة مفصلة للإمبراطورية البريطانية في عام 1886، وتميزت الخريطة بالمناطق التقليدية لسيادة الإمبراطورية البريطانية بالألوان.

كانت الفترة بين 1815-1914 هي الفترة التي أشار إليها بعض المؤرخين باسم «قرن الإمبراطورية البريطانية»، حيث المساحة 10,000,000 ميل مربع (26,000,000 كـم2) من الأراضي وحوالي 400 مليون شخص خاضعين للإمبراطورية البريطانية. فقد أضحت بريطانيا بعد هزيمة نابليون ليس لها أي منافس دولي خطير عدا روسيا في آسيا الوسطى. وبدون منازع في البحر، فقد تبنت بريطانيا دور الشرطي العالمي وهي حالة عرفت فيما بعد باسم باكس بريتانيكا، وسياسة «العزلة الرائعة» الخارجية. وإلى جانب سيطرتها الرسمية التي تمارسها على مستعمراتها، فإن موقع بريطانيا المهيمن على التجارة العالمية يعني أنها كانت تسيطر فعليا على اقتصادات العديد من البلدان مثل الصين والأرجنتين وسيام حيث وصفها بعض المؤرخين بأنها «إمبراطورية غير رسمية».
دعمت قوة الإمبراطورية البريطانية بالباخرة والبرقية، واخترعت تلك التقنيات الجديدة في النصف الثاني من القرن 19 مما سمح لها بالسيطرة على امبراطوريتها الشاسعة والدفاع عنها. وما أن حلت سنة 1902 حتى اكتمل ارتباط الإمبراطورية البريطانية بشبكة من خطوط التلغراف، واطلق عليها كلها خط أحمر (بالإنجليزية: All Red Line)‏.

### شركة الهند الشرقية في آسيا

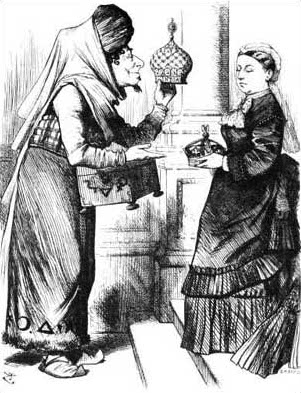
رسم كاريكاتوري سياسي عام 1876 لبينجامين دزرائيلي (1804-1881) جاعلا من الملكة فيكتوريا إمبراطورة الهند. والتعليق يقول:«التاج الجديد بدلا عن القديم».

قادت شركة الهند الشرقية عمليات توسيع الإمبراطورية البريطانية في آسيا. فبعد انتصارها في معركة بلاسي سنة 1757 تمكنت من ضم البنغال وجعلها تحت الحكم البريطاني. وقد انضم جيش الشركة لأول مرة إلى القوات البحرية الملكية خلال حرب السنوات السبع في الهند، ثم استمر الاثنان بالتعاون خارج الهند: طرد الفرنسيين من مصر (1799) وطرد الهولنديين من جاوة (1811) والإستحواذ على جزيرة بينانق (1786) وسنغافورة (1819) وملقا (1824) وهزيمة بورما (1826).
بدأت مصالح بريطانيا في الصين أواخر القرن 18 عندما أصبحت المملكة المتحدة مستورد رئيسي للشاي الصيني. وقد تسببت تلك التجارة في عجز حاولت الشركة من قاعدتها في الهند تصحيحه بتصدير الأفيون المربح جدا من الهند إلى الصين. وقد ساعدت هذه التجارة -أضحت غير قانونية بعد أن حظرتها أسرة تشينغ سنة 1729- على تعديل الخلل التجاري الناجم عن واردات بريطانيا من الشاي التي شهدت تدفق ضخم للفضة من بريطانيا إلى الصين. وفي سنة 1839 قامت السلطات الصينية في كانتون بمصادرة 20 ألف صندوق من الأفيون مما أدى ببريطانيا أن تهاجم الصين في حرب الأفيون الأولى، وانتهت الحرب باستيلاء بريطانيا على جزيرة هونغ كونغ والتي كانت في ذلك الوقت مستوطنة ثانوية. وحافظت بريطانيا بعد الحرب على علاقة معقدة مع الصين، بالرغم من ضمها هونغ كونغ إلا أن معظم تجارتها مع الصين تنظمها معاهدات تسمح بالتجارة من خلال عدد معين من الموانئ. ونتيجة لذلك اهتمت بريطانيا بالحفاظ على دولة صينية مستقلة، حيث أن تدميرها سيتيح إمكانية تحقيق مكاسب إقليمية للقوى الغربية الأخرى. ولم ترغب في الوقت نفسه في أن تكون الدولة الصينية قوية جدا، لأن ذلك كان يعني أن الصين يمكن أن تلغي أو تعيد التفاوض بشأن معاهداتها. هذه المصالح تفسر التناقض الواضح للأعمال البريطانية فيما يتعلق بالصين: دعمت سلالة تشينغ ضد تمرد تايبينغ، ولكن في الوقت نفسه بدأت بتحالف مع فرنسا في حرب الأفيون الثانية ضد بلاط تشينغ .
بدأ التاج البريطاني في أواخر القرن 18 وأوائل القرن 19 بتولي دور أكبر وبازدياد في شؤون الشركة. حيث بدأ البرلمان في إصدار سلسلة من القوانين لتنظيم شؤون الشركة وإرساء سيادة التاج على الأراضي التي اكتسبها. ولكن بدأت الشركة تخطو حثيثا نحو نهايتها عندما اندلعت الثورة سنة 1857 وهو الصراع الذي بدأ مع تمرد القوات الهندية النظامية السيبوي تحت إمرة الضباط البريطانيين. استمر التمرد مدة ستة أشهر وبكلفة فادحة في الأرواح لكلا الجانبين. وفي العام التالي حلت الحكومة البريطانية الشركة وتولت السيطرة المباشرة على الهند من خلال قانون حكومة الهند 1858 [الإنجليزية] فأنشأت الراج البريطاني وعينت حاكم عام على الهند وتوجت الملكة فيكتوريا إمبراطورة الهند. فأصبحت الهند بامتياز أغنى ممتلكات الإمبراطورية ولقبت «بجوهرة التاج»، وكانت أهم مصادر قوة بريطانيا.
أدت سلسلة من الإخفاقات الخطيرة في المحاصيل في أواخر القرن 19 إلى انتشار المجاعات في شبه القارة حيث قدر أن أكثر من 15 مليون شخص ماتوا من الجوع. وفشلت شركة الهند الشرقية في تنفيذ أي سياسة منسقة للتعامل مع المجاعات خلال فترة حكمها. ولكن بعدها وتحت الحكم البريطاني المباشر شكلت لجان بعد كل مجاعة للتحقيق في الأسباب وتنفيذ سياسات جديدة حتى بداية عقد 1900 ليكون لها جدوى.

### النزاع مع روسيا

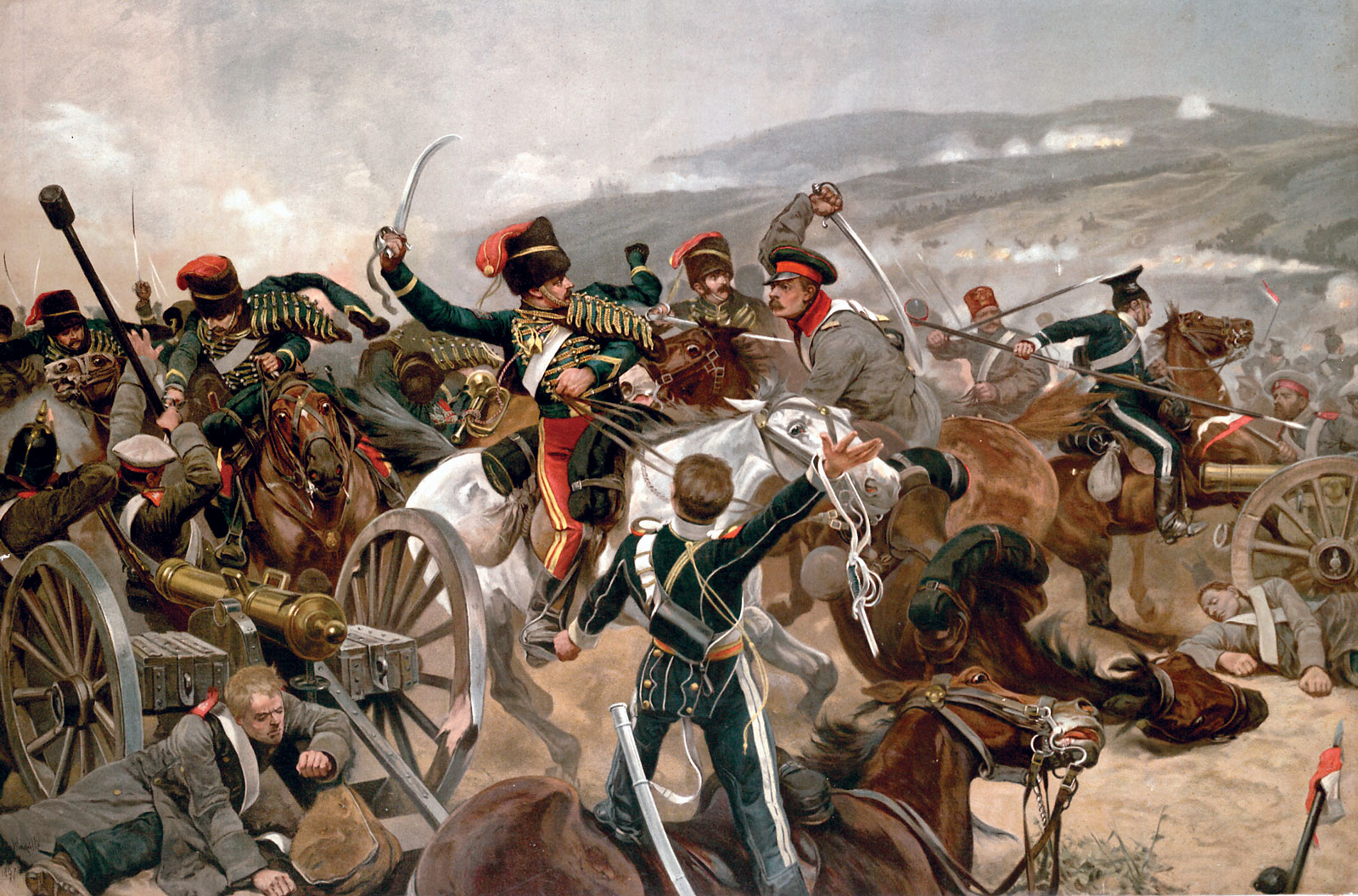
الخيالة البريطانيين يهاجمون القوات الروسية في معركة بالاكلافا سنة 1854

تنافست بريطانيا والإمبراطورية الروسية خلال القرن 19 لشغل الفراغ في السلطة الذي خلفته الإمبراطورية العثمانية المتدهورة وسلالة قاجار وأسرة تشينغ في آسيا الوسطى. وعرف هذا التنافس باسم «اللعبة الكبرى». بدأ اهتمام بريطانيا عندما ألحقت روسيا الهزائم على بلاد فارس وتركيا فأظهرت طموحاتها وقدراتها الإمبراطورية، مما أثار المخاوف في بريطانيا من غزو بري على الهند. فتحركت سنة 1839 لاستباق ذلك بغزو أفغانستان، لكن ذلك الغزو كان كارثيا على بريطانيا.
عندما غزت روسيا البلقان العثمانية سنة 1853، ثارت المخاوف في بريطانيا وفرنسا من هيمنة روسية على البحر الأبيض المتوسط والشرق الأوسط مما حدا بهما غزو شبه جزيرة القرم لتدمير القدرات البحرية الروسية. فاندلعت حرب القرم (1854-56) والتي شملت تقنيات جديدة للحرب الحديثة، كانت الحرب العالمية الوحيدة التي خاضتها بريطانيا ضد قوة امبراطورية أخرى خلال باكس بريتانيكا وكانت هزيمة مدوية لروسيا. ظل الوضع دون حل في آسيا الوسطى لعقدين آخرين، مع ضم بلوشستان [الإنجليزية] سنة 1876 وضمت روسيا قرغيزيا وكازاخستان وتركمانستان. وظهر لبعض الوقت أن حربا أخرى ستكون حتمية، ولكن البلدين توصلا إلى اتفاق بشأن مناطق نفوذ كل منهما في 1878، وعلى جميع المسائل المعلقة في 1907 بتوقيع الوفاق الأنجلو-روسي. وأدى تدمير الجيش الياباني للبحرية الروسية في معركة تسوشيما خلال الحرب الروسية اليابانية في 1904-1905 إلى الحد من تهديد الروس للبريطانيين.

### الإمبراطورية في إفريقيا
خلال الحروب النابليونية تناوب على احتلال سيشيل كلا من فرنسا وبريطانيا في عدة مناسبات. فسيطرت بريطانيا على الجزر بين 1794 و 1811، ثم تأكد ضمها رسميا بعد معاهدة باريس (1814). وقد كانت مستعمرة سيشيل تابعة لموريشيوس حتى 1903.
بالرغم من هزيمة البحرية البريطانية أمام الفرنسيين في معركة جراند بورت بالقرب من جزيرة فرنسا (موريشيوس الحالية) سنة 1810 خلال الحروب النابليونية، إلا انها انتصرت عليهم في شمال الجزيرة في كيب مالهيوريوكس. وفي 3 ديسمبر 1810 غزا البريطانيون جزيرة موريشيوس وفي 6 ديسمبر 1810 استسلمت الجزيرة أمام البريطانيين وماأعقب ذلك من تغيير اسم الجزيرة.

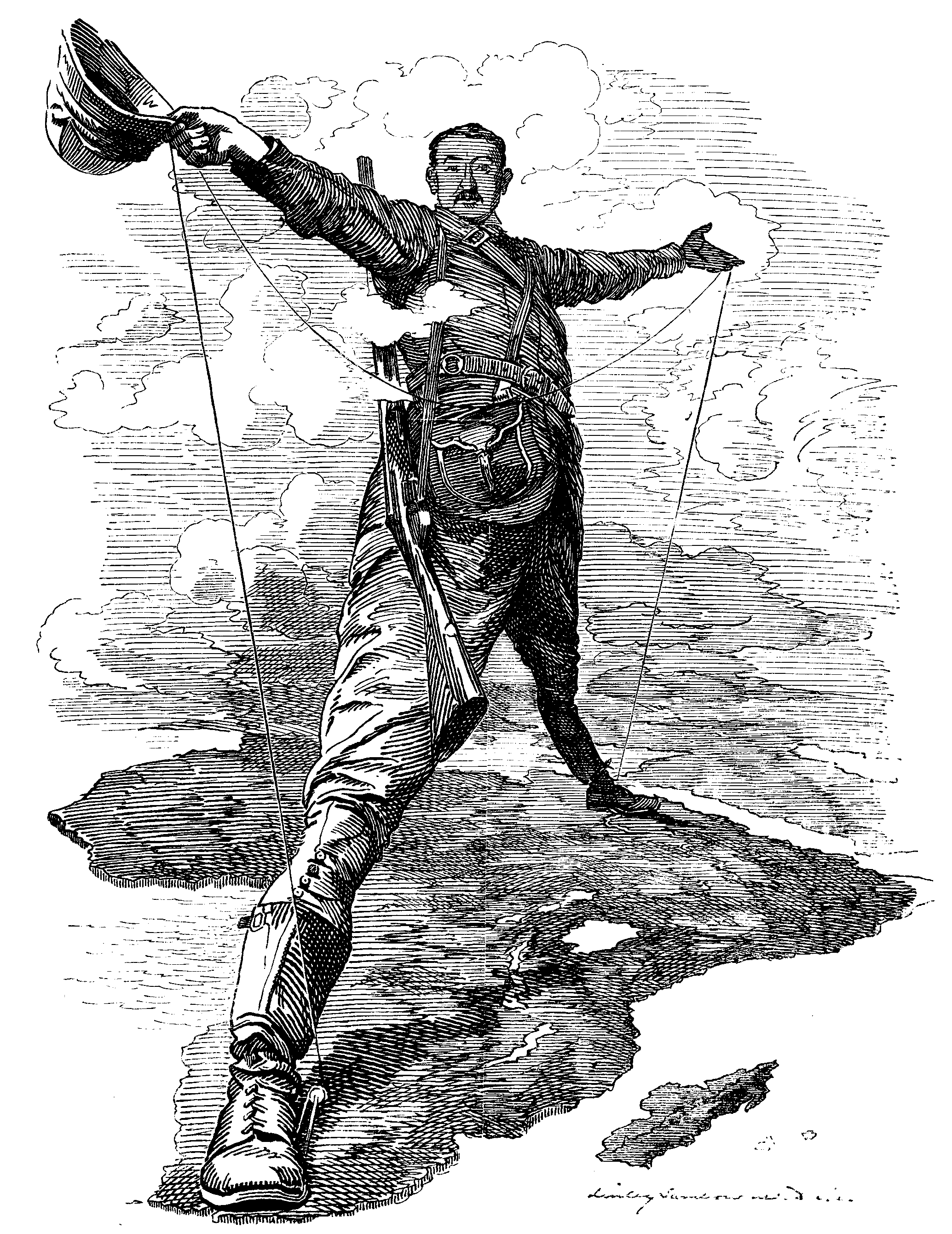
الأبولو رودس—سيسل رودس في نطاق «من الكاب حتى القاهرة»

أسست شركة الهند الشرقية الهولندية مستعمرة الكاب على الطرف الجنوبي من إفريقيا سنة 1652 لتكون محطة للسفن التي تسافر من وإلى مستعمراتها في جزر الهند الشرقية. ثم استحوذت بريطانيا رسميا على المستعمرة سنة 1806 وأغلب سكانها هم الأفريكان (أو البوير)، وقد احتلتها قبل ذلك سنة 1795 لمنع سقوطها بأيدي الفرنسيين خلال حملة فلاندر. وبدأت هجرة الإنجليز إليها بازدياد بعد 1820، مما دفع بالآلاف من البوير المستاءين من الحكم البريطاني باتجاه شمالا لإنشاء جمهوريات خاصة بهم -ومعظمها قصيرة العمر- خلال رحلاتهم العظمى في أواخر الثلاثينات وأوائل الأربعينات. وقد اشتبك العديد منهم خلال هجرتهم مع البريطانيين الذين كان لديهم جدول أعمالهم الخاص فيما يتعلق بالتوسع الاستعماري في جنوب إفريقيا ومختلف شعوب إفريقيا الأصليين مثل دولتي سوثو والزولو. وبالآخر أنشأ البوير جمهوريتين كان عمرهما أطول: جمهورية ترانسفال أو جمهورية إفريقيا الجنوبية (1852-1877؛ 1881-1902) ودولة البرتقال الحرة (1854-1902). وتمكنت بريطانيا من احتلال الجمهوريتين [الإنجليزية] سنة 1902 وعقدت معاهدة معهما بعد حرب البوير الثانية (1899-1902).
في سنة 1869 افتتحت قناة السويس تحت حكم نابليون الثالث حيث ربط البحر الأبيض المتوسط بالمحيط الهندي. في البداية كان البريطانيين معارضين لحفر القناة ولكن بعد فتحها اعترفت الإمبراطورية بسرعة بها وبقيمتها الاستراتيجية وأصبحت «حبل الوريد للإمبراطورية». واشترت حكومة المحافظين برئاسة بنجامين دزرائيلي في سنة 1875 مديونية والي مصر الخديوي إسماعيل مانسبته 44٪ من قناة السويس مقابل 4 ملايين جنيه إسترليني (أي ما يعادل 90 مليون جنيه إسترليني في 2016). وبالرغم من أن هذا لم يمنح سيطرة بريطانيا المطلقة على الممر المائي الاستراتيجي إلا أنه أعطى لها النفوذ. انتهت هيمنة الأنجلو-فرنسية المالية المشتركة على مصر مع الاحتلال البريطاني الصريح سنة 1882. وإن ظل الفرنسيون يشكلون أغلبية المساهمين وحاولوا إضعاف مكانة بريطانيا، إلا أنه قد تم التوصل إلى حل وسط في اتفاقية القسطنطينية 1888 جعل منطقة القناة محايدة رسميا.
تقوض الاستعمار المنظم لإفريقيا الاستوائية مع ازدياد النشاط الفرنسي والبلجيكي والبرتغالي في منطقة نهر الكونغو السفلي، ولتنظيم المنافسة بين القوى الأوروبية في ما يسمى «التدافع على إفريقيا» عقد مؤتمر برلين 1884-1885 لتعريف «الاحتلال الفعال» ليكون المعيار للاعتراف الدولي للمزاعم الإقليمية. واستمر التدافع في التسعينات من القرن مما حدا ببريطانيا ان تتراجع في قرارها للانسحاب من السودان سنة 1885. فهزمت قوة البريطانية والمصرية مشتركة جيش المهدي سنة 1896، ورفضت محاولة غزو فرنسي في فشودة في 1898. فأضحى السودان اسميا تحت حكم أنجلو-مصري مشترك ولكنه في الواقع مستعمرة بريطانية.
دفعت المكاسب البريطانية في جنوب إفريقيا وشرقها رائد التوسع البريطاني في الجنوب الإفريقي سيسل رودس إلى الإصرار بفتح خط «سكك حديد كيب القاهرة» يربط قناة السويس ذات الأهمية الاستراتيجية بجنوب القارة الغنية بالمعادن إلا أن الاحتلال الألماني لتنجانيقا منع تحقيق ذلك إلى نهاية الحرب العالمية الأولى. وتمكن رودس خلال ثمانينيات وتسعينيات القرن 19 مع شركته المملوكة للقطاع الخاص شركة جنوب إفريقيا البريطانية من احتلال الأراضي التي سميت لاحقا باسمه روديسيا.
ومن المفارقات أن المملكة المتحدة وهي المدافعة القوية عن التجارة الحرة ظهرت في 1914 بأنها أكبر إمبراطورية عبر البحار ليس بسبب وجودها الطويل في الهند ولكن باعتبارها المنتصر في التدافع على إفريقيا نظرا لموقعها المتميز منذ البداية. ففي الفترة ما بين 1885-1914 خضع حوالي 30٪ من سكان إفريقيا لسيطرتها مقابل 21٪ لفرنسا و 9٪ لألمانيا و 7٪ لبلجيكا و 1٪ لإيطاليا. ساهمت نيجيريا بمفردها بـ 15 مليون من الرعية، أكثر ممن في كل غرب إفريقيا الفرنسي أو كل مستعمرات الإمبراطورية الألمانية.

### انهيار باكس بريتانيكا

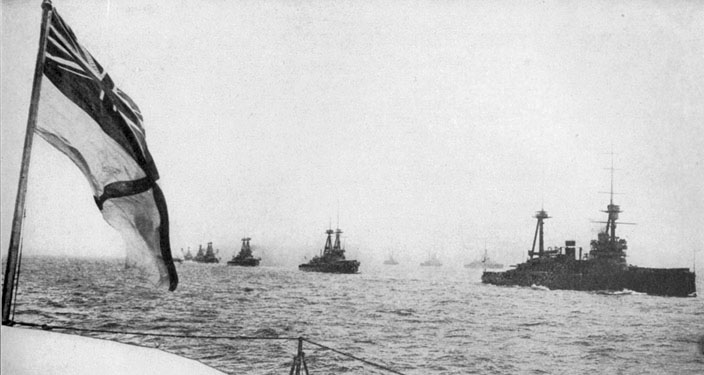
لعبت البحرية الملكية دورا رئيسيا في إنشاء الإمبراطورية البريطانية وجعلها قوة عالمية عظمى، فسيطرت على جميع مستعمراتها ونالت جميع أنواع المواد من أي مكان في العالم. وقد كان اسطولها منذ نهاية القرن 18 وحتى الحرب العالمية الثانية أقوى أسطول في العالم.

استطاعت بريطانيا كونها أول دولة صناعية من الحصول على المواد الخام والأسواق لمعظم البلدان التي يمكن الوصول إليها. لكن هذا الوضع انحدر تدريجيا خلال النصف الثاني من القرن 19 عندما بدأت قوى أخرى في العمل الصناعي وبدأت في استخدام آلية الدولة لضمانة أسواقها ومصادر الإمداد. وفي سبعينيات القرن 19 واجهت الشركات البريطانية للصناعات الأساسية في النهضة الصناعية منافسة حقيقية من الخارج.
وقد شهدت الصناعة في ألمانيا والولايات المتحدة تقدما سريعا، مما سمح لهم باللحاق بنموذج الاقتصاد البريطاني والفرنسي «القديم» للرأسمالية حيث كانوا روادا في بعض المناطق من العالم. ففي سنة 1870 تمكنت صناعات المعادن والنسيج الألمانية التفوق على مثيلاتها البريطانية في التنظيم والقدرة التقنية واستطاعت سحب البساط من تحت السلع البريطانية في اسواقها المحلية. ومع مطلع القرن الجديد استطاعت الصناعات الألمانية من ان تكون مركزا لأسواق التجارة الحرة الأولى «ورشة العالم القديم».
في حين أبقت الصادرات غير المنظورة (المصرفية والتأمين ونقل البضائع) المملكة المتحدة في مأمن من الخطوط الحمراء، إلا أن حصتها في التجارة العالمية نزلت من الربع في سنة 1880 إلى السدس سنة 1913. ولم تخسر أسواق البلدان الصناعية فقط بل خسرت أيضا المنافسة على أسواق البلدان الناشئة الأقل نموا. حتى بدأت تفقد هيمنتها على مناطق مثل الهند والصين وأمريكا الجنوبية والساحل الإفريقي. وازدادت صعوبات بريطانيا التجارية بسبب الكساد الطويل في الفترة 1873-1896، وهي فترة طويلة من الانكماش تفاقمت بسبب استمرار انخفاض الأسعار الذي أضاف ضغطا على الحكومات لصالح الصناعة الوطنية، مما أدى إلى التخلي عن التجارة الحرة بين القوى الأوروبية (في ألمانيا منذ 1879 وفي فرنسا منذ 1881).
وقد أدى تقييد الأسواق الوطنية والحد من الصادرات التي عملت عليها الحكومات والقطاعات الاقتصادية في كل من أوروبا والولايات المتحدة إلى رؤية الحل في الأسواق الخارجية المحمية التي عملت جنبا إلى جنب مع الأسواق المحلية والمصونة خلال التعريفات والحواجز الجمركية: أضحت المستعمرات سوقا للصادرات مع تزويد المصانع الأم بالمواد الخام الرخيصة. وبالرغم من تمسك بريطانيا بالتجارة الحرة حتى سنة 1932، إلا أنها انضمت إلى البعث الجديد للإمبراطورية الرسمية المتجددة، بحيث فضلت السماح لمناطق نفوذها بالتجارة مع القوى الأوربية المنافسة.

### تغيير وضع مستعمرات البيض

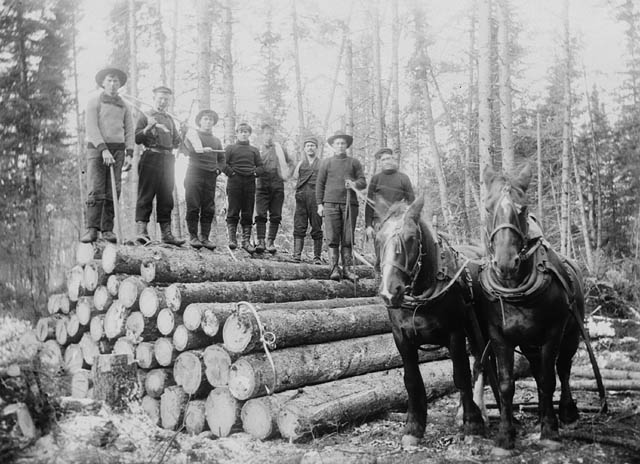
كانت الصناعة الرئيسية في كندا من حيث بالتوظيف وقيمة المنتج هي تجارة الأخشاب (أونتاريو، حوالي 1900).

بدأت مستعمرات البيض التابعة للإمبراطورية البريطانية طريقها إلى الاستقلال مع تقرير دورهام 1839 الذي اقترح توحيد كندا العليا مع السفلى واعطائها حكما ذاتيا وذلك لحل للاضطرابات السياسية التي اندلعت بثورات مسلحة سنة 1837. وقد بدأ ذلك بمرور قانون الاتحاد 1840 والذي أنشأ مقاطعة كندا. منحت صفة حكومة مسؤولة لأول مرة إلى نوفا سكوتيا في 1848 ثم سرعان مامتدت إلى المستعمرات البريطانية الأخرى في أمريكا الشمالية. ومع تمرير البرلمان البريطاني قانون أمريكا الشمالية 1867 الذي وضعته الحكومة البريطانية اندمجت كندا العليا والسفلى ونيو برونزويك ونوفا سكوتيا في دومينيون كندا، وهي كونفدرالية تتمتع بالحكم الذاتي الكامل باستثناء العلاقات الدولية. حققت أستراليا ونيوزيلندا مستويات مماثلة من الحكم الذاتي بدءا من سنة 1900 بظهور اتحاد المستعمرات الأسترالية في 1901. واعطي لها مسمى «دومينيون» رسميا في المؤتمر الاستعماري لسنة 1907. وكذلك اتحاد جنوب إفريقيا حديث النشأة (1910). وبذلك انتقلت الإمبراطورية البريطانية إلى ما هو عليه الآن الكومنولث. وكان قادة دول الكومنولث الجديدة يجتمعون مع القادة البريطانيين في مؤتمرات قمة دورية سميت المؤتمرات الاستعمارية (سميت بعد مؤتمر 1907 بالمؤتمرات الإمبراطورية) وأولى هذه المؤتمرات كانت في لندن 1887.
شهدت العقود الأخيرة من القرن التاسع عشر حملات سياسية منسقة لنيل ايرلندا حكما ذاتيا، حيث كانت في ذلك الوقت متحدة مع بريطانيا باسم المملكة المتحدة لبريطانيا العظمى وأيرلندا حسب قانون الاتحاد 1800 الذي خرج بعد اخماد التمرد الأيرلندي 1798، والتي تعرضت لمجاعة حادة بين سنتي (1845-1852). وقد دعم وليم غلادستون رئيس الوزراء البريطاني مشروع قانون الحكم الذاتي لأيرلندا آملا أن تتبع خطى كندا لتكون دولة داخل الإمبراطورية، لكن المشروع الصادر في 1886 رفضه البرلمان. ومع أن هذا القانون إذا تم تمريره كان سيمنح أيرلندا قدرًا أقل من الحكم الذاتي داخل المملكة المتحدة مقارنة بالمقاطعات الكندية داخل الاتحاد الخاص بها، إلا أن العديد من النواب خشوا من أيرلندا المستقلة جزئيًا قد تشكل تهديدًا أمنيًا لبريطانيا العظمى أو أنها إشارة لبداية انهيار الإمبراطورية. ورُفض قانون آخر للحكم الذاتي سنة 1893 لأسباب مماثلة. إلا أن البرلمان مرر في 1914 مشروع قانون ثالث، ولكن لم ينفذ بسبب اندلاع الحرب العالمية الأولى مما أثار انتفاضة عيد الفصح سنة 1916.
كانت العلاقات الدولية لدول الدومينيون خاضعة لوزارة الخارجية البريطانية: فأنشأت كندا وزارة الخارجية في 1909 إلا ان علاقاتها الدبلوماسية مع الحكومات الأخرى كانت عن طريق لندن. فلدول الدومينيون هامش مناورة كبير في وضع سياساتها الخارجية شريطة أن لا تتعارض مع مصالح المملكة المتحدة: فقد تفاوضت حكومة حزب الأحرار الكندي على اتفاقية ثنائية للتجارة الحرة مع الولايات المتحدة سنة 1911. أما في مسائل الدفاع فإن المفهوم الأساسي المستوعب أنها جزء لا يتجزأ من الهيكل العسكري وبحرية الإمبراطورية، ولكن انتهى الأمر إلى عدم التمكن بدعم ذلك مع مواجهة اسطول المملكة المتحدة في أوروبا بالأسطول الألماني الناشئ بدءا من 1900. ثم قرر في 1909 أن دول الدومينيون لديها جيوشها الخاصة. ولكن عندما اندلعت الحرب العالمية الأولى كان اعلان المملكة المتحدة لبريطانيا العظمى وأيرلندا المساهمة فيها له تأثير على جميع دول الكومنولث.

## الحربين العالميتين (1914–1945)

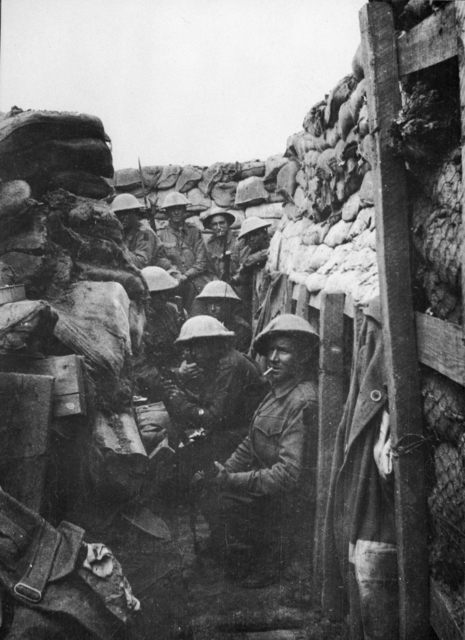
جنود الفرقة الخامسة الأسترالية لحظة الإنتظار لشن هجوم في معركة فروميليس 19 يوليو 1916

بدخول القرن العشرين ازدادت المخاوف في بريطانيا من أنها لن تكون قادرة على الدفاع عن امبراطوريتها الشاسعة وخاصة حواضرها مع الحفاظ في الوقت نفسه على سياسة «العزلة الرائعة». في حين ازدادت قوة ألمانيا العسكرية والصناعية بسرعة وبدأ بالنظر إليها على أنها الخصم الأكثر احتمالاً في أي حرب مستقبلية. واعترفت بريطانيا بأنها استنزفت قوتها في المحيط الهادئ بينما تهددها من الداخل البحرية الإمبراطورية الألمانية، فشكلت بريطانيا تحالفاً مع اليابان سنة 1902 ومع أعدائها القدامى فرنسا في 1904 وروسيا في 1907.

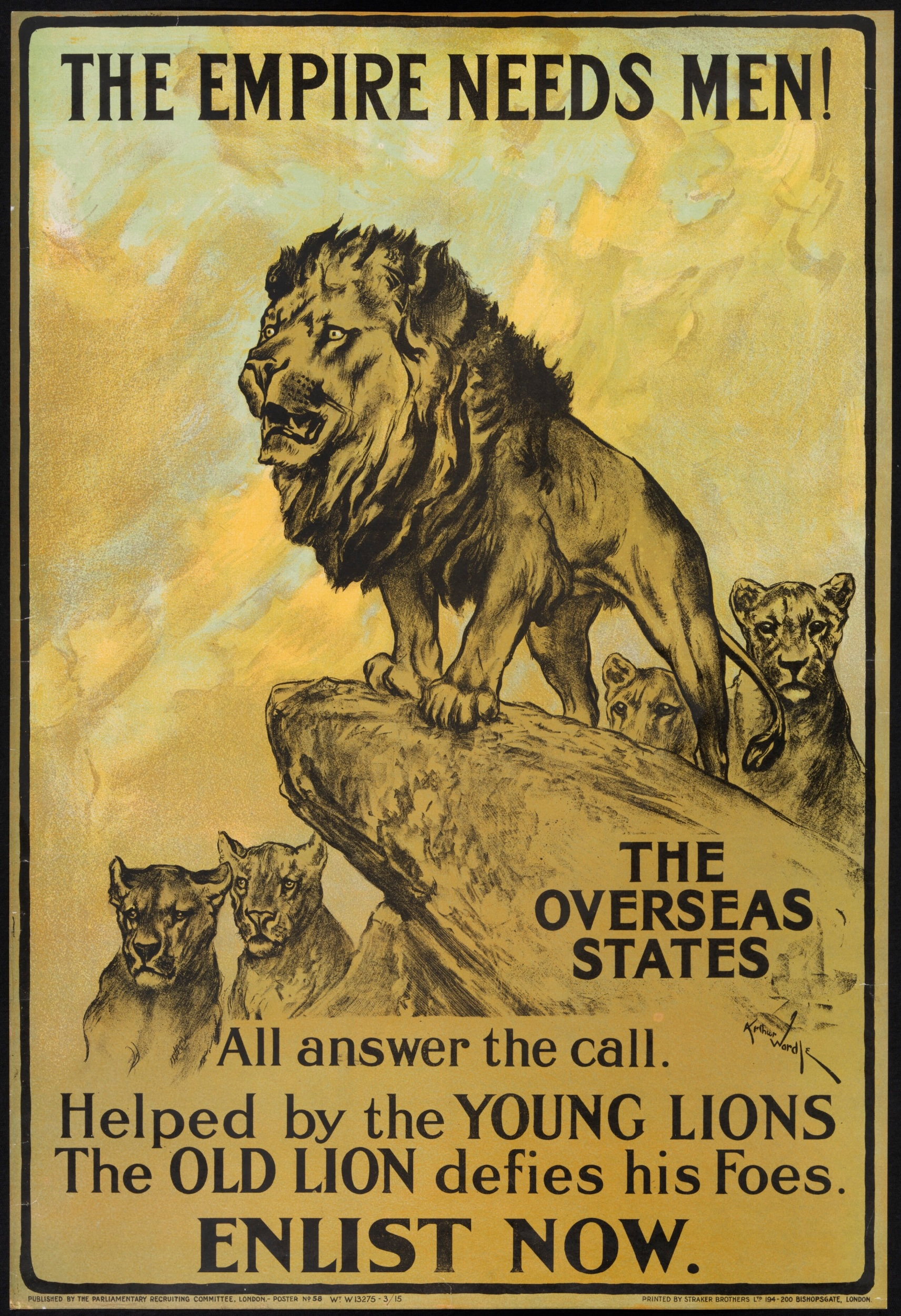
ملصق يحث الرجال من دول الإمبراطورية البريطانية للتجنيد في الجيش البريطاني.

### الحرب العالمية الأولى
تحققت مخاوف بريطانيا من الحرب مع ألمانيا سنة 1914 مع اندلاع الحرب العالمية الأولى، فغزت بريطانيا معظم مستعمرات ألمانيا في إفريقيا واحتلتها بسرعة. وفي منطقة المحيط الهادئ احتلت أستراليا ونيوزيلندا كل من غينيا الجديدة وساموا على التوالي. وخططت سرا مع فرنسا حسب اتفاقية سايكس بيكو 1916 لتقسيم أملاك الدولة العثمانية بعد انتهاء الحرب بسبب انضمامها إلى جانب ألمانيا. لم يتم الكشف عن هذه الاتفاقية لشريف مكة الذي شجعه البريطانيون للبدء بثورة عربية ضد حكامهم العثمانيين، مما أعطى انطباعا بأن بريطانيا تدعم إنشاء دولة عربية مستقلة
ألزم إعلان بريطانيا الحرب على ألمانيا وحلفائها مستعمراتها ودول الدومينيون على مساعدتها، فقدمت دعما عسكريا وماليا وماديا لا يقدر بثمن. فخدم أكثر من 2,5 مليون رجل في جيوش دول الدومينيون، بالإضافة إلى آلاف المتطوعين من مستعمرات التاج. كان مساهمات القوات الأسترالية والنيوزيلندية خلال حملة جاليبولي ضد الدولة العثمانية عام 1915 تأثيرًا كبيرًا على الوعي القومي في بلادهم، وعدت نقطة تحول في انتقال أستراليا ونيوزيلندا من مستعمرات إلى دول فبحد ذاتها. وتواصل تلك الدول إحياء ذكرى هذه المناسبة في يوم أنزاك. نظر الكنديون إلى معركة فيمي ريدج في ضوء مماثل. وقد اعترف رئيس الوزراء البريطاني ديفيد لويد جورج بمساهمة دول الدومينيون المهمة في المجهود الحربي سنة 1917 عندما دعا كل من رؤساء وزراء تلك الدول للانضمام إلى حكومة حرب إمبراطورية لتنسيق السياسة الإمبريالية.
بموجب شروط معاهدة فيرساي النهائية التي وقعت سنة 1919 وصلت الإمبراطورية إلى أقصى امتداد لها بإضافة 1.8 مليون ميل2 (4.7 مليون كـم2) من الأراضي و13 مليون شخص. فقسم الحلفاء فيما بينهم مستعمرات ألمانيا والدولة العثمانية كونها انتداب. فتمكنت بريطانيا من السيطرة على فلسطين وشرق الأردن والعراق وأجزاء من الكاميرون وتوجولاند وتنجانيقا. كما نالت دول الدومينيون نفسها على انتدابات خاصة بها: فقد حصل اتحاد جنوب إفريقيا على جنوب غرب إفريقيا (ناميبيا حاليا)، واكتسبت أستراليا غينيا الجديدة ونيوزيلندا على ساموا الغربية. كانت مستعمرة ناورو مشتركة بين بريطانيا ودولتي دومنيون الباسفيك.
ومع أن المملكة المتحدة قويت بعد انتصارها في الحرب وامتدت سيطرتها إلى مناطق جديدة، لكن تكلفة الامتداد باهظة. فليس لها القدرة المالية على المحافظة على تلك الإمبراطورية الشاسعة. لأن الحرب كبدت البريطانيون آلاف الضحايا وأضعفت مواردهم المالية حتى وصلت إلى معدلات خطرة، مما أدى إلى زيادة الديون. بالإضافة إلى نمو المشاعر القومية في المستعمرات الجديدة والقديمة غذاها الفخر بالمساهمة في جيش الإمبراطورية في العديد من الحروب.

### مابين الحربين
تسبب النظام العالمي المتغير الذي جلبته الحرب وخاصة نمو القوة البحرية للولايات المتحدة واليابان وصعود حركات الاستقلال في الهند وأيرلندا في إعادة تقييم أساسي لسياسة الإمبراطورية البريطانية. فقد اجبرت على ان تنحاز إما إلى جانب الولايات المتحدة أو اليابان، فاختارت بريطانيا عدم تجديد تحالفها الياباني ووقعت بدلاً من ذلك معاهدة واشنطن البحرية 1922، حيث قبلت بريطانيا التكافؤ البحري مع الولايات المتحدة. أثار هذا القرار الكثير من اللغط في بريطانيا خلال ثلاثينيات القرن الماضي بعدما سيطرت الحكومات العسكرية في اليابان وألمانيا حيث ساعدهما الكساد الكبير بعض الشيء، وقد خشي من أن الإمبراطورية لا يمكنها النجاة من هجوم متزامن من كلا البلدين. فقد كانت قضية أمن الإمبراطورية مصدر قلق كبير في بريطانيا لأنها حيوية جدا للاقتصاد البريطاني.

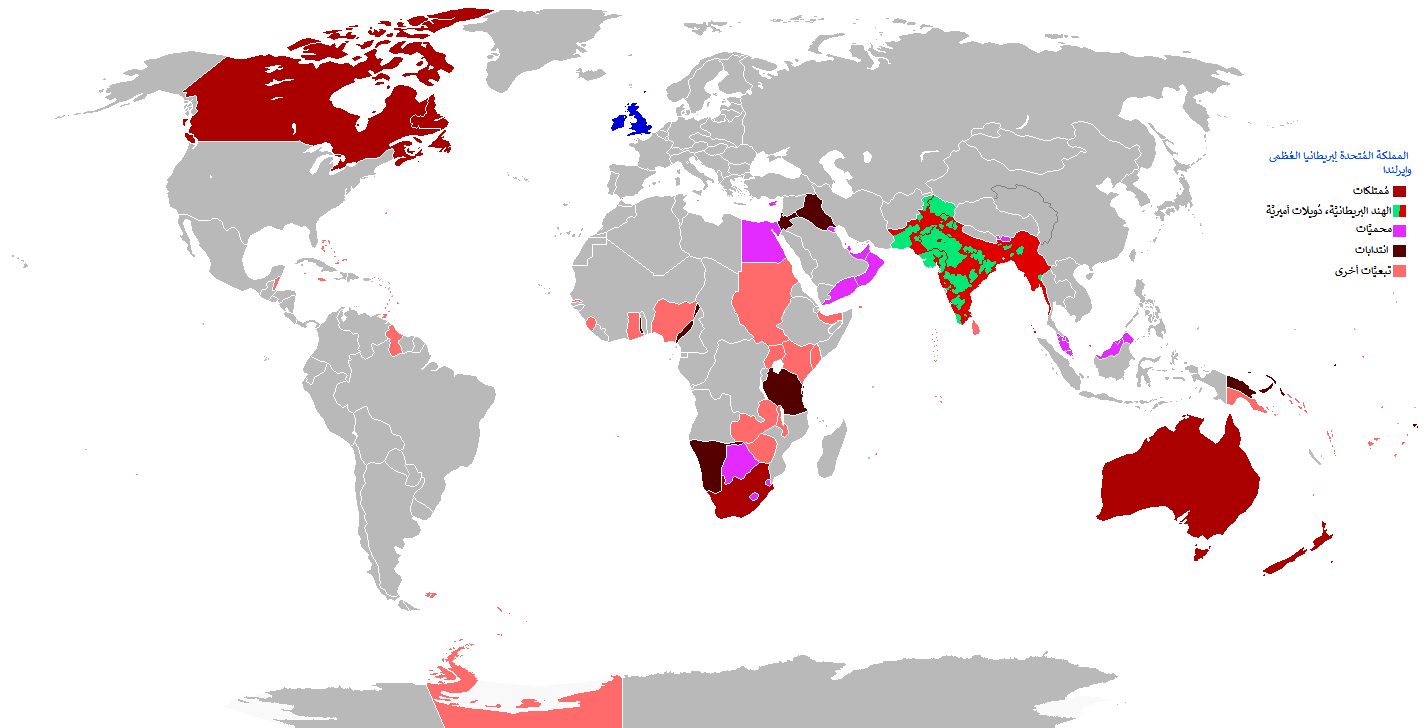
الإمبراطورية البريطانية سنة 1919

خلال العشرينات تغيرت حالة دول الدومينيون السياسية تغيرا ملحوظا. بالبداية لم يكن لديها صوت في الإعلان الرسمي للحرب سنة 1914 إلا أنها أدرجت كل على حدة من بين الدول الموقعة على معاهدة سلام فرساي 1919 والتي تفاوضت ضمن وفد الإمبراطورية بقيادة المملكة المتحدة لبريطانيا العظمى وأيرلندا. وفي 1922 طلبت بريطانيا مساعدات عسكرية من الدومينيون بسبب أزمة تشاناك ولكن رفضت كندا وجنوب إفريقيا المساعدة. ثم بدأت دول الدومينيون بالإستقلال تباعا من سنة 1926 عن طريق إعلان بلفور وقانون وستمنستر 1931: من الآن فصاعدا تتساوى تلك الدول في أوضاعها القانونية ولا يخضع أحد منها للآخر بأي حال من الأحوال ولا أي جانب من جوانب شؤونهم الداخلية أو الخارجية ومتساوية في المنزلة مع بريطانيا نفسها، حرة من التدخل التشريعي البريطاني ومستقلة في علاقاتها الدولية ضمن «رابطة دول الكومنولث». فأضحت برلمانات كندا وأستراليا ونيوزيلندا واتحاد جنوب إفريقيا وأيرلندا الحرة ونيوفاوندلاند مستقلة الآن عن سيطرة التشريعات البريطانية [الإنجليزية]، وبوسعها أيضا إلغاء القوانين البريطانية ولايمكن لبريطانيا إصدار قوانين لها دون موافقتها، إلا أن نيوفاوندلاند عادت إلى الوضع الاستعماري سنة 1933 بسبب معاناتها خلال فترة الكساد الكبير. كانت كندا الرائدة حيث أصبحت أول دول الدومينيون التي أبرمت معاهدة دولية (1923) باستقلال تام بعد رفضها الالتزام بمعاهدة لوزان. وافتتحت أول تمثيل دبلوماسي دائم لها بالخارج في واشنطن سنة 1927: تبعتها أستراليا في 1940.
أما في أيرلندا ففي سنة 1919 أدت مشاعر الإحباط الناجمة عن التأخير في الحكم المحلي الأيرلندي بنواب حزب شين فين وهو حزب مؤيد للاستقلال حصل على أغلبية المقاعد الأيرلندية في الانتخابات العامة البريطانية عام 1918 لإنشاء برلمان مستقل في دبلن أعلن منه استقلال ايرلندا. ثم شن الجيش الجمهوري الايرلندي في نفس الوقت حرب عصابات ضد الإدارة البريطانية. انتهت الحرب الأنجلو-إيرلندية سنة 1921 مع حالة من الجمود والتوقيع على المعاهدة الأنجلو-إيرلندية وأنشئ دومينيون دولة أيرلندا الحرة سنة 1922 داخل الإمبراطورية البريطانية ولكن باستقلال داخلي فعال وإن بقيت مرتبطة دستوريا بالتاج البريطاني، ولكنها ألغت تلك العلاقة سنة 1937 مع إدخال دستور جديد (غيرت اسمها إلى آير) لتصبح جمهورية أيرلندا خارج الكومنولث منذ سنة 1949. أما ايرلندا الشمالية التي تتكون من ست من مقاطعات أيرلندا الـ 32 التي أنشئت على أنها منطقة انتقل حكمها بموجب قانون حكومة أيرلندا 1920 فمارست على الفور خيارها بموجب المعاهدة للاحتفاظ بوضعها الحالي داخل المملكة المتحدة.

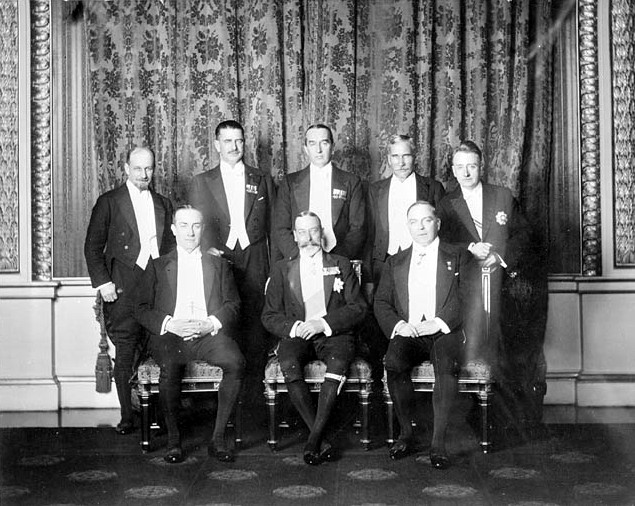
جورج الخامس ملك المملكة المتحدة ومعه رؤساء الوزارة البريطاني ودول الدومينيون في المؤتمر الاستعماري 1926

وظهر هناك صراع مماثل في الهند عندما لم يلب قانون حكومة الهند 1919 طلب الاستقلال. فالمخاوف من مؤامرات شيوعية وأجنبية التي أعقبت مؤامرة غدار كفلت بإعادة قيود زمن الحرب من خلال قوانين رولات. أدت تلك القوانين إلى ازدياد التوتر خاصة في منطقة البنجاب، حيث بلغت الإجراءات القمعية ذروتها في مذبحة أمريستار. كان الرأي العام في بريطانيا منقسمًا حول أخلاقيات المجزرة، بين أولئك الذين رأوا أنها أنقذت الهند من الفوضى وأولئك الذين رأوها بالاشمئزاز. وبعد حادثة تشوري تشورا أُلغيت الحركة غير التعاونية في مارس 1922، ولكن السخط استمر في الغليان لمدة 25 عامًا.
أما مصر فهي مستقلة رسميا منذ 1922 بعدما كانت محمية بريطانية عند اندلاع الحرب العالمية الأولى. ولكنها ارتبطت بالمملكة المتحدة بموجب معاهدة من سنة 1936 ثم تحت الاحتلال العسكري الجزئي إلى سنة 1956 (بموجب معاهدة 1936: انسحاب القوات من مصر ولكنها ابقت الاحتلال العسكري لمنطقة قناة السويس وقاعدة بحرية «لإسطول البحر الأبيض المتوسط» في الإسكندرية وقاعدة عسكرية في القاهرة وحكم مشترك على السودان ووعد بالمساعدة من مصر إلى الإمبراطورية في حالة الحرب) بالمقابل مساعدة مصر بالانضمام إلى عصبة الأمم. فحافظت مصر على اتصال وثيق مع الإمبراطورية. واستقلت المملكة العراقية سنة 1932 بعدما كان تحت الانتداب البريطاني منذ 1922، ولكن بقي تحت الوصاية (المعاهدة الأنجلو عراقية (1930)) وحتى سقوط النظام الملكي سنة 1958 وذلك لصيانة القواعد العسكرية البريطانية في أراضيها واتفاقات التعاون العسكري والنفطي. وفي فلسطين عرضت بريطانيا الوساطة لحل المشكلة بين العرب والأعداد المتزايدة من اليهود. ونص وعد بلفور 1917 الذي إدرج في شروط الانتداب على إقامة وطن قومي للشعب اليهودي في فلسطين، وحددت سلطة الانتداب الحد الأقصى لليهود المسموح لهم بالهجرة إلى فلسطين. أدى هذا إلى تزايد الصراع بين اليهود والسكان العرب المحليين الذين ثاروا في 1936. ومع تزايد خطر الحرب مع ألمانيا خلال ثلاثينيات القرن الماضي اعتبرت بريطانيا دعم العرب أكثر أهمية من إقامة وطن يهودي وانتقلت من مؤيد لليهود إلى مؤيد للعرب فحدت من هجرة اليهود وبالتالي ثار اليهود.

### الحرب العالمية الثانية

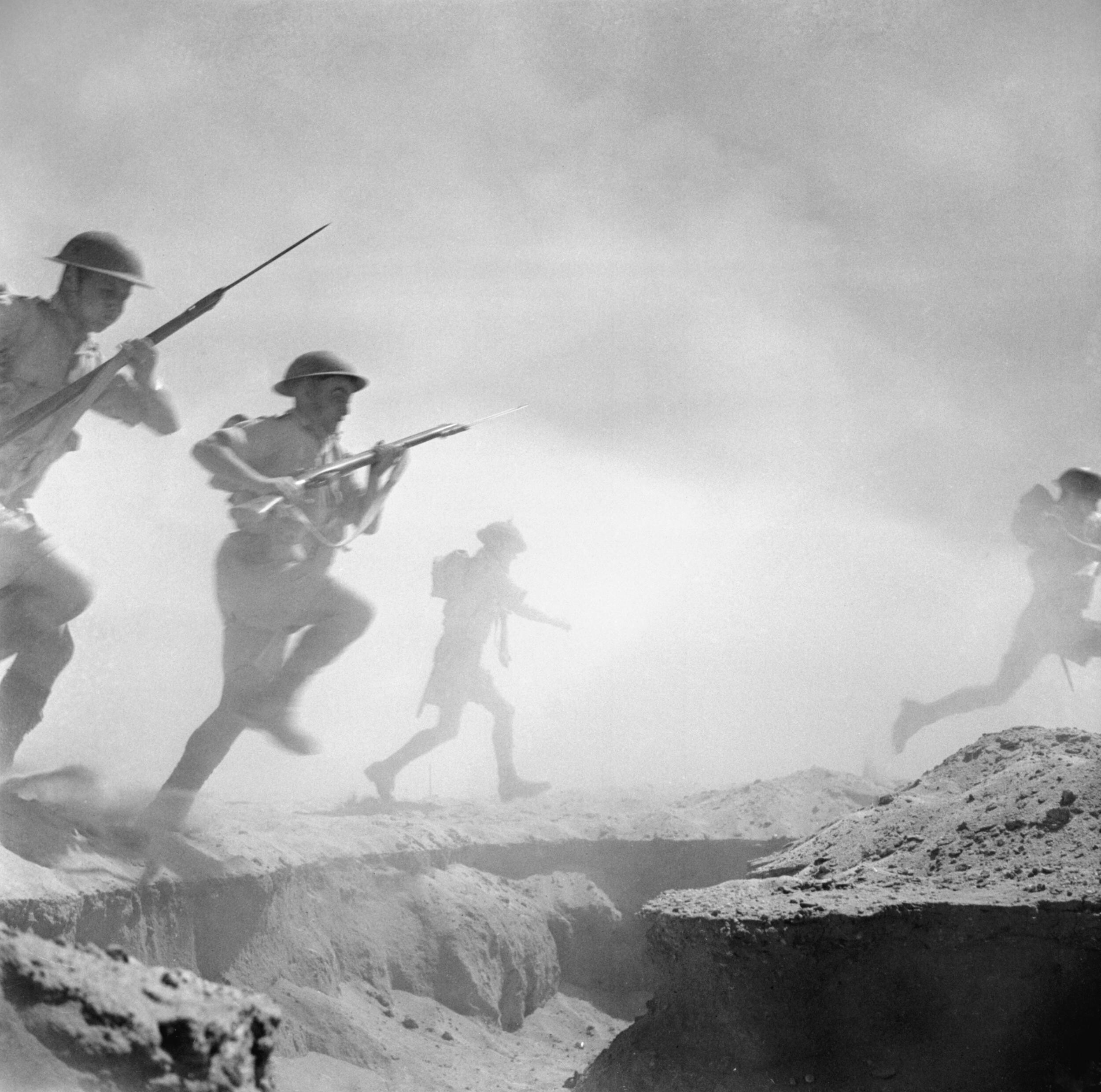
احتوى الجيش الثامن خلال الحرب العالمية الثانية على وحدات من بلدان تابعة للإمبراطورية البريطانية ومن الكومنولث. وقد حاربت في حملتي شمال إفريقيا والإيطالية.

شمل إعلان بريطانيا الحرب ضد ألمانيا النازية في سبتمبر 1939 مستعمرات التاج والهند ولكن لم تلتزم دول الدومنيون أستراليا وكندا ونيوزيلندا ونيوفاوندلاند وجنوب إفريقيا بها مباشرة، إلا أنها سرعان انضمت مع بريطانيا في إعلان الحرب على ألمانيا، عدا أيرلندا التي اختارت البقاء محايدة من الناحية القانونية طوال الحرب.
وقفت بريطانيا وإمبراطوريتها وحدها ضد ألمانيا بعد سقوط فرنسا في يونيو 1940، واستمر ذلك حتى الغزو الألماني لليونان في 7 أبريل 1941. حيث نجح رئيس الوزراء البريطاني ونستون تشرشل في الضغط على الرئيس فرانكلين روزفلت للحصول على مساعدات عسكرية من الولايات المتحدة، ولكن لم يكن روزفلت مستعدًا بعد ان يطلب من الكونغرس إدخال البلاد في الحرب. وفي أغسطس 1941 اجتمع تشرشل وروزفلت ووقعا على ميثاق الأطلسي الذي تضمن الإقرار بأن «من حق جميع الشعوب في اختيار شكل الحكومة التي يعيشون تحتها» وأنه يجب أن تحترم. كانت هذه الصياغة غامضة حول ماإذا كانت تشير إلى الدول الأوروبية التي غزتها ألمانيا وإيطاليا أو الشعوب التي استعمرتها الدول الأوروبية، وتم تفسيرها فيما بعد بشكل مختلف من البريطانيين والأمريكيين والحركات القومية.
وفي تتابع سريع شنت الإمبراطورية اليابانية في ديسمبر 1941 هجمات على الملايو البريطانية والقاعدة البحرية للولايات المتحدة في بيرل هاربور وهونغ كونغ. فدخول الولايات المتحدة الحرب طمأن تشرشل بأن بريطانيا أضحت في طريقها إلى النصر وأن مستقبل الإمبراطورية صار آمنًا، لكن السرعة التي هُزمت بها جيوشها في الشرق الأقصى أضرت ضررا شديدا بمكانتها وهيبة قوتها الإمبراطورية. والأسوأ من ذلك كله هو سقوط سنغافورة والتي عدت في السابق بأنها الحصن المنيع والموازي الشرقي لجبل طارق. بعد أن عجزت بريطانيا عن الدفاع عن إمبراطوريتها بالكامل دفع أستراليا ونيوزيلندا اللتان أصبحتا الآن مهددتان من القوات اليابانية إلى القيام بعلاقات أوثق مع الولايات المتحدة. وقد أدى ذلك إلى معاهدة أنزوس لعام 1951 بينهما وبين الولايات المتحدة الأمريكية

## انتهاء الاستعمار والانحطاط (1945-1997)
على الرغم من خروج بريطانيا وإمبراطوريتها من الحرب العالمية الثانية منتصرتين إلا أن نتائج تلك الحرب كانت كارثية ومدمرة في الداخل والخارج. فأوروبا التي هيمنت على العالم لعدة قرون أضحى جزء كبير منها خرابا، واستضافت جيوش خارجية من الولايات المتحدة والاتحاد السوفييتي اللذان يمتلكان الآن توازن القوى العالمية. وأضعفت الحرب العالمية الثانية قيادة بريطانيا المالية والتجارية للعالم، وخرجت منه مفلسة بالكامل ولم تتمكن من تغطية إفلاسها إلا في سنة 1946 بعد قرض قيمته 4.33 مليار دولار من الولايات المتحدة، سدد القسط الأخير منها في 2006. فقد أجبرت تلك الأزمة الاقتصادية حكومة كليمنت أتلي العمالية على التخلي عن موقف القوة العالمية الأولى وقبول التفوق الاستراتيجي للولايات المتحدة.
وفي ذات الوقت ظهرت الحركات المناهضة للاحتلال في مستعمرات الدول الأوروبية. وازداد الوضع تعقيدا بتزايد التنافس في الحرب الباردة بين الولايات المتحدة والاتحاد السوفيتي. وكانت الدولتان من حيث المبدأ تعارضان الاستعمار الأوروبي، لكن في الممارسة العملية طغت معاداة الشيوعية الأمريكية على معاداة الإمبريالية، وبالتالي دعمت الولايات المتحدة استمرار وجود الإمبراطورية البريطانية لكبح التوسع الشيوعي. وجاءت رياح التغيير [الإنجليزية] لتذكر أن أيام الإمبراطورية البريطانية باتت معدودة. فشرعت المملكة المتحدة في إعادة ترتيب مضطربة لسياستها مع أوروبا الغربية التي لا تزال تنتظر حلًا نهائيًا. وبالإجمال تبنت بريطانيا سياسة الانفصال السلمي عن مستعمراتها إذا كانت حكومات المستعمرات المتاح لنقل السلطة إليها لاتتبنى الفكر الشيوعي. وهذا مناقض لسلوك القوى الأوروبية الأخرى مثل فرنسا والبرتغال التي شنت حروبًا خاسرة ومكلفة للحفاظ على إمبراطورياتها سليمة. ومن نتائج ذلك الانفصال أن انخفض عدد السكان الذين كانوا تحت حكم بريطانيا خارج المملكة المتحدة نفسها مابين عامي 1945 و1965 من 700 مليون إلى خمسة ملايين، ثلاثة ملايين منهم كانوا في هونغ كونغ.

### فك الارتباطات

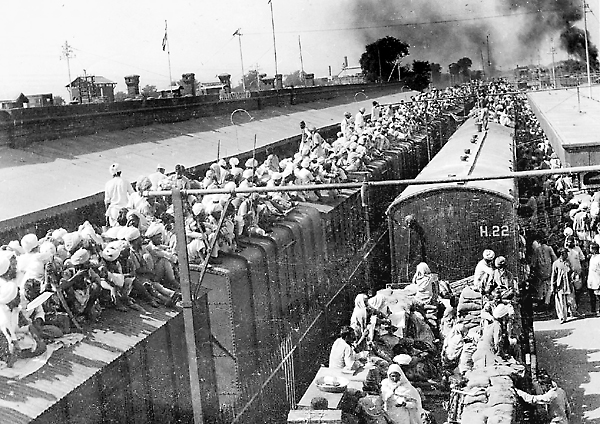
فقد حوالي 14.5 مليون شخص منازلهم نتيجة لتقسيم الهند سنة 1947.

ماإن نجح حزب العمال المؤيد لإنهاء الاستعمار بقيادة كليمنت أتلي في الإنتخابات العامة سنة 1945 حتى تحرك بسرعة لمعالجة القضية الأكثر إلحاحًا التي واجهت الإمبراطورية: استقلال الهند. فحزبي الهند السياسيين الرئيسيين - المؤتمر الوطني الهندي (بقيادة المهاتما غاندي) والعصبة الإسلامية (بقيادة محمد علي جناح) - كانا يناضلان من أجل الاستقلال منذ عقود، لكنهما اختلفا حول كيفية تطبيقه. فالكونجرس فضل وجود دولة هندية علمانية موحدة، في حين كانت العصبة وخوفاً من هيمنة الأغلبية الهندوسية أرادت دولة إسلامية مستقلة للمناطق ذات الأغلبية المسلمة. أدت الاضطرابات المدنية المتزايدة وتمرد البحرية الملكية الهندية [الإنجليزية] سنة 1946 إلى قيام أتلي بالالتزام بالاستقلال في موعد أقصاه 30 يونيو 1948. وعندما أصبح الأمر ملحًا وخطر الحرب الأهلية على الأبواب قام نائب الملك المعين حديثًا (اللورد مونتباتن) بتعجيل تاريخ الانفصال إلى 15 أغسطس 1947. فالحدود التي رسمها البريطانيون لتقسيم الهند إلى مناطق هندوسية ومسلمة تركت عشرات الملايين من الأقليات في دولتي الهند وباكستان المستقلتين حديثًا، فعبر بعدها ملايين المسلمين من الهند إلى الباكستان والعكس صحيح للهندوس، فكلف العنف بين المجتمعين أرواح مئات الآلاف. ثم نالت كلا من بورما التي كانت جزءا من الراج البريطاني وسري لانكا استقلالها في العام التالي في 1948. انضمت الهند وباكستان وسري لانكا إلى رابطة الكومنولث، في حين اختارت بورما عدم الانضمام.
أتى الانتداب البريطاني في فلسطين في وقت كانت تعيش فيها أغلبية عربية ومعهم أقلية يهودية، وهي مشكلة مماثلة لمشكلة الهند مع بريطانيا. وازداد الأمر تعقيدا بسبب قدوم أعداد كبيرة من المهاجرين اليهود الذين سعوا إلى دخول فلسطين في أعقاب المحرقة، في حين اعترض العرب على وجودهم وإقامتهم لدولة يهودية. لقد أعلنت بريطانيا عام 1947 أنها ستنسحب في 1948 وتترك المسألة للأمم المتحدة لحلها بعد شعورها بالإحباط بسبب استعصاء المشكلة وهجمات المنظمات شبه العسكرية اليهودية والتكلفة المتزايدة للحفاظ على وجودها العسكري. بعد ذلك صوتت الجمعية العامة للأمم المتحدة لصالح خطة لتقسيم فلسطين إلى دولة يهودية وعربية.
بعد هزيمة اليابان في الحرب العالمية الثانية حوّلت حركات المقاومة المعادية لليابان انتباهها نحو البريطانيين الذين تحركوا بسرعة لاستعادة سيطرتهم على المستعمرات حيث أهميتها أنها مصدر للمطاط والقصدير. وفي الحقيقة أن رجال العصابات هم بالأساس من الشيوعيين الملاويين-صينيين وهو يعني أن الانتفاضة مدعومة من الأغلبية المسلمة المالاوية، وكانت الفكرة أنه بمجرد أن يتم قمع التمرد سيمنح الاتحاد الاستقلال. فبدأت عملية الطوارئ في الملايو كما أطلق عليها في 1948 واستمرت حتى 1960. ولكن بحلول سنة 1957 شعرت بريطانيا بالثقة عند منح الاستقلال لاتحاد المالايا فإنها ستدخل الكومنولث. وفي 1963 اندمجت الولايات الـ11 للاتحاد مع سنغافورة وساراواك وشمال بورنيو لتشكيل ماليزيا، ولكن طُردت سنغافورة ذات الأغلبية الصينية من الاتحاد في سنة 1965 بعد توترات بين الملايو والسكان الصينيين. أما بروناي التي كانت محمية بريطانية منذ سنة 1888 فقد رفضت الانضمام إلى الاتحاد وحافظت على مكانتها حتى استقلالها سنة 1984.

### العدوان الثلاثي ونتائجه

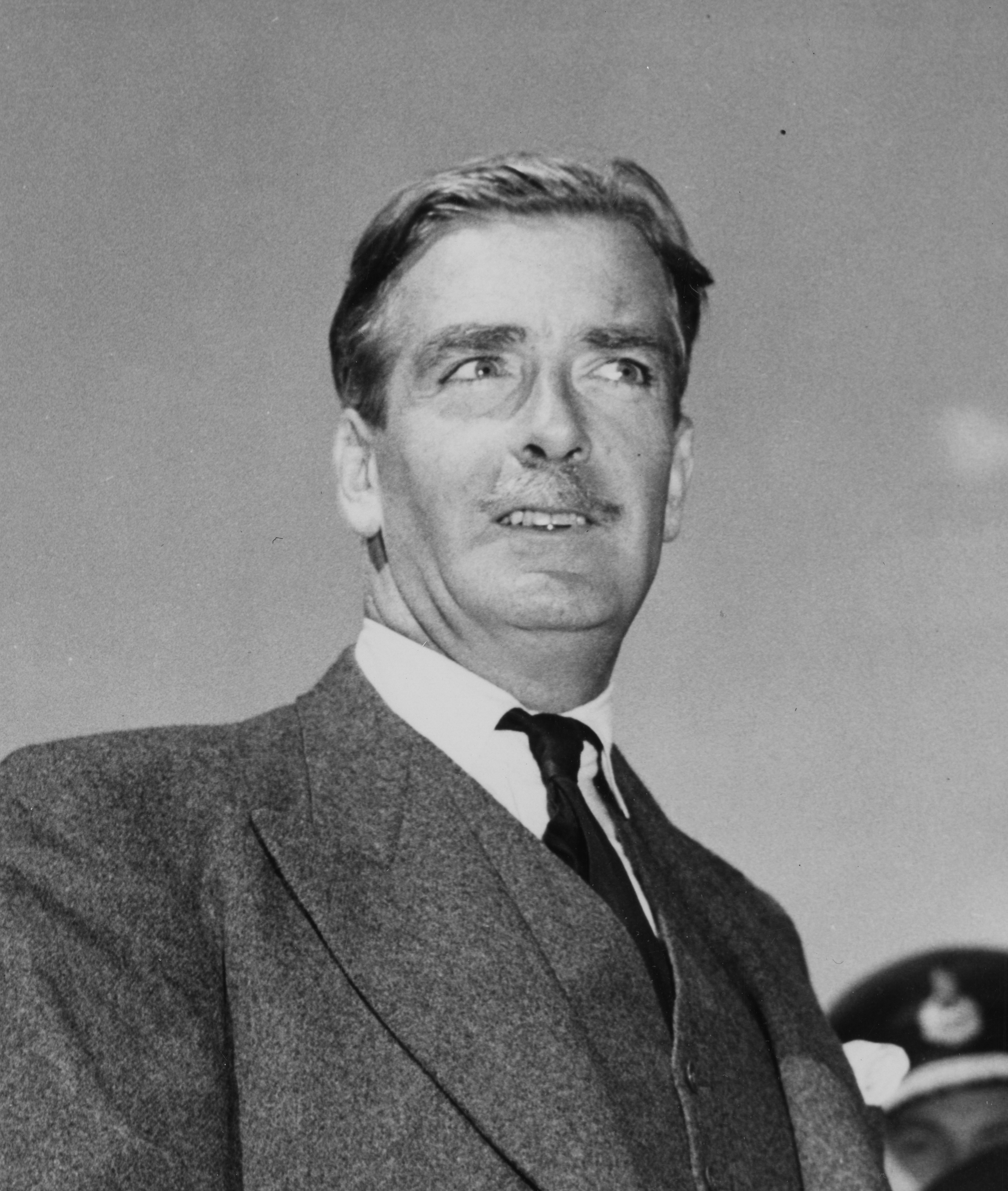
أدى قرار رئيس الوزراء البريطاني أنتوني إيدن بغزو مصر خلال أزمة السويس بانهاء مسيرته السياسية وكشف عدم تمكن بريطانيا لتكون قوة إمبريالية عظمى.

عاد حزب المحافظين بقيادة ونستون تشرشل إلى السلطة سنة 1951. وكان اعتقاد تشرشل والمحافظون أن بقاء بريطانيا قوة عالمية واستمرارها إمبراطورية يعتمد على وجود قاعدة في قناة السويس مما يسمح لها بالحفاظ على موقعها البارز في الشرق الأوسط على الرغم من فقدان الهند. إلا أن تشرشل لم يستطع أن يتجاهل حكومة مصر الثورية الجديدة بقيادة جمال عبد الناصر التي استلمت السلطة عام 1952، وفي العام التالي جرى اتفاق على انسحاب القوات البريطانية من منطقة قناة السويس ومنح السودان حق تقرير المصير بحلول 1955 وحق الاستقلال بعدها. ونال للسودان الاستقلال في 1 يناير 1956.
في يوليو 1956 قام عبد الناصر بتأميم قناة السويس. فكان رد أنطوني إيدن الذي خلف تشرشل لرئاسة الوزراء هو التواطؤ مع فرنسا لتصنيع هجوم إسرائيلي على مصر ممايمنح بريطانيا وفرنسا ذريعة للتدخل عسكريًا واستعادة القناة. إلا أن هذا التصرف قد أغضب الرئيس الأمريكي دوايت أيزنهاور بسبب عدم استشارته، فرفض دعم العدوان ومن أسباب الرفض هو مخاوف آيزنهاور ان تمتد الحرب لتشمل الاتحاد السوفييتي الذي هدد بالتدخل إلى الجانب المصري. فقام بتطبيق النفوذ المالي من خلال التهديد ببيع الاحتياطيات الأمريكية من الجنيه الإسترليني وبالتالي التعجيل بانهيار العملة البريطانية. وبالرغم من أن القوة الغازية قد نجحت عسكريًا في تحقيق أهدافها إلا أن تدخل الأمم المتحدة والضغوط الأمريكية أجبر بريطانيا على انسحاب مهين لجيوشها فاستقال إيدن.
لقد كشف العدوان الثلاثي بوضوح عن مدى تراجع دور بريطانيا في الساحة العالمية، ودل على أنها لم يعد بإمكانها من الآن فصاعدا أن تتصرف دون إذعان وإن لم يكن الدعم الكامل من الولايات المتحدة. أصابت أحداث السويس الكبرياء الوطني لبريطانيا، مما دفع أحد أعضاء البرلمان إلى وصفها بأنها "معركة واترلو البريطانية"، وأشار آخر إلى أن البلاد أصبحت «دولة تابعة لأمريكا». في وقت لاحق وصفت مارجريت تاتشر العقلية التي اعتقدت أنها أصابت الزعماء السياسيين في بريطانيا بأنها «متلازمة السويس» حيث «اعتقدوا أن بريطانيا يمكنها فعل أي شيء باعتقاد عصابي أن بريطانيا لاتستطيع فعل شيء»، ولم تتعافى بريطانيا من ذلك حتى استولوا بنجاح على جزر فوكلاند من الأرجنتين سنة 1982.
قد تكون أزمة قناة السويس تسببت في إضعاف قوة بريطانيا في الشرق الأوسط ولكنها لم تنهار بعد. فقد قامت بريطانيا بنشر قواتها المسلحة في المنطقة مرة أخرى، حيث تدخلت في عُمان (1957) والأردن (1958) والكويت (1961)، ومع أن هذا الانتشار جرى بموافقة أمريكية، حيث كانت السياسة الجديدة لرئيس الوزراء هارولد ماكميلان هو بقاء بريطانيا حليف قوي للولايات المتحدة، فتمكنت بريطانيا من ابقاء وجودها العسكري في الشرق الأوسط لعقد آخر. وفي 16 يناير 1968 أي بعد أسابيع قليلة من تخفيض قيمة الجنيه، أعلن رئيس الوزراء هارولد ويلسون ووزير دفاعه دينيس هيلي أنه بحلول نهاية 1971 ستسحب القوات البريطانية من القواعد العسكرية الرئيسية شرقي السويس [الإنجليزية] ومن ضمنها الموجودة في الشرق الأوسط وفي ماليزيا وسنغافورة بدلا من 1975 كما كان مخططا سابقا. حيث لا يزال في ذلك الوقت أكثر من 50,000 عسكري بريطاني متمركزين في الشرق الأقصى، ومنهم 30,000 في سنغافورة. انسحب البريطانيون من عدن سنة 1967 والبحرين في 1971 وجزر المالديف سنة 1976.

### رياح التغيير

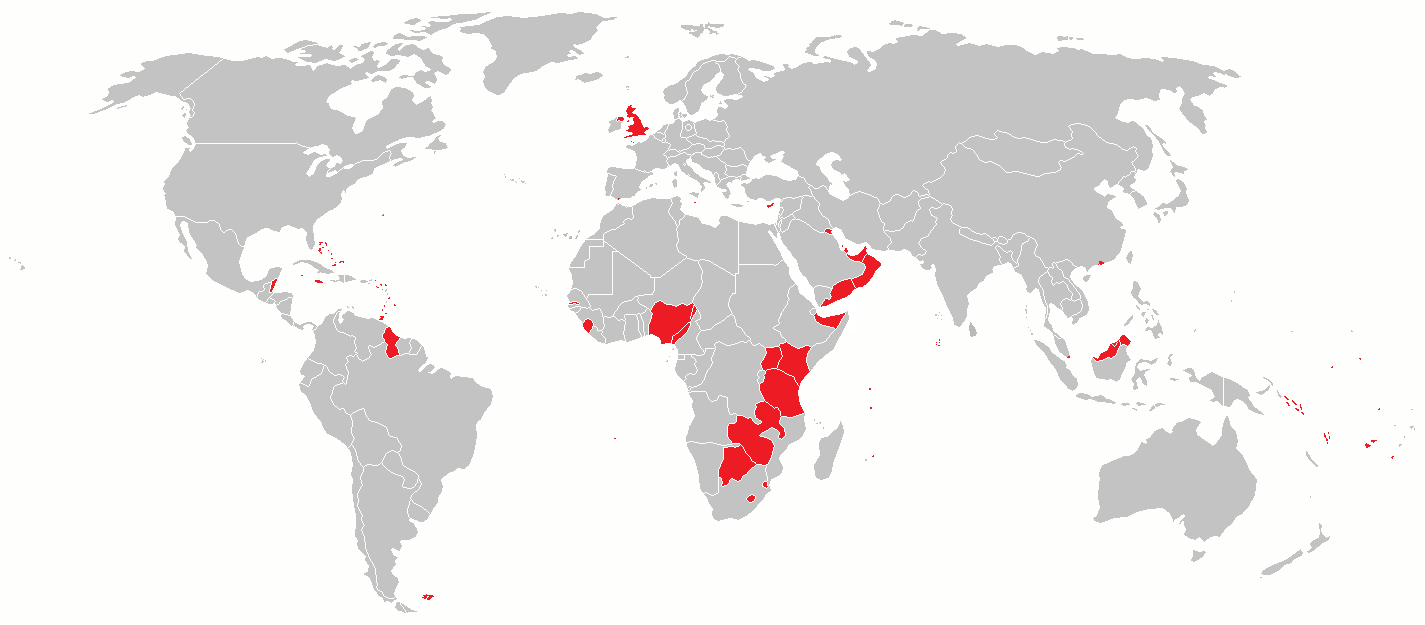
الإمبراطورية البريطانية سنة 1959

ألقى ماكميلان خطابا في كيب تاون بجنوب إفريقيا في فبراير 1960 حيث تحدث عن «رياح التغيير التي تعبر تلك القارة». ولم يرغب ماكميلان بالتحدث عن الحرب الاستعمارية التي تقوم بها فرنسا في الجزائر، وعندما استلم رئاسة الوزراء سارت عملية انهاء الإستعمار بسرعة. ففي الخمسينيات كانت بريطانيا قد منحت ثلاث مستعمرات الاستقلال -السودان وساحل الذهب والمالايا- ولكنها أضافت في الستينات مايقرب من عشرة أضعاف هذا الرقم. حيث نالت جميع مستعمراتها في إفريقيا الاستقلال بحلول 1968، باستثناء مستعمرة روديسيا الجنوبية المتمتعة بحكم ذاتي [الإنجليزية]. ولم يكن انسحاب بريطانيا من الأجزاء الجنوبية والشرقية من إفريقيا قد تمت بسلاسة. فقد سبق استقلال كينيا ثورة ماو ماو التي دامت ثماني سنوات. وفي روديسيا أدى إعلان الاستقلال أحادي الجانب من الأقلية البيضاء سنة 1965 إلى حرب أهلية استمرت إلى سنة 1979 باتفاق لانكستر هاوس الذي اعترف باستقلال شعب زيمبابوي الجديد في سنة 1980.

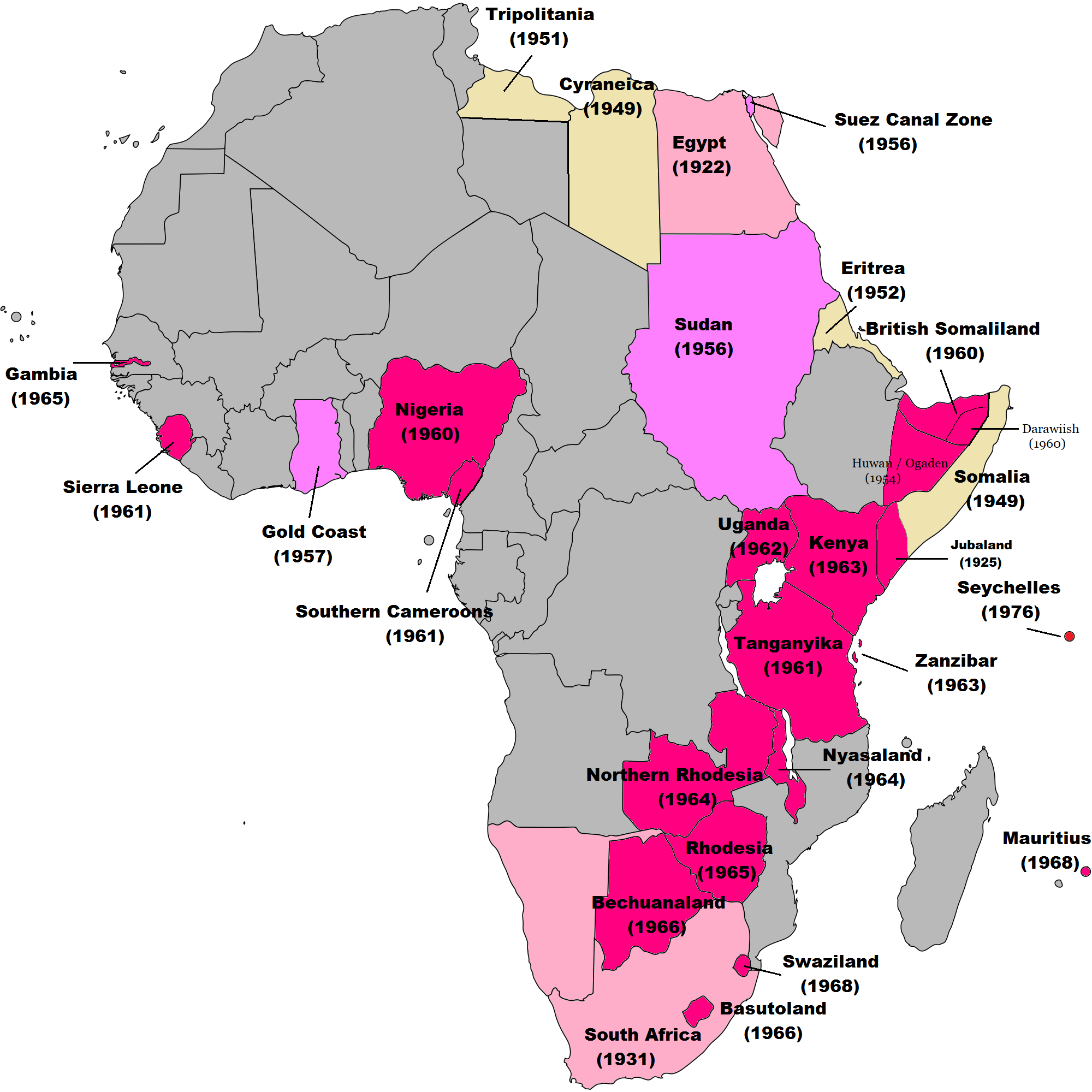
إنهاء الاستعمار البريطاني في إفريقيا. بنهاية ستينيات القرن الماضي نالت جميع مستعمرات بريطانيا الإستقلال عدا روديسيا (حاليا زمبابوي) وانتداب جنوب إفريقيا في جنوب غرب إفريقيا (حاليا ناميبيا).

وفي البحر الأبيض المتوسط انتهت حرب العصابات التي شنها القبارصة اليونانيون سنة 1960 إلى استقلال قبرص، مع احتفاظ المملكة المتحدة بقواعد عسكرية في أكروتيري ودكليا. أما جزيرتي مالطا وغودش في المتوسط فقد منحتا الاستقلال وديا سنة 1964 وأصبحت دولة مالطا بالرغم من أن فكرة الاندماج مع بريطانيا قد أثيرت باستفتاء في سنة 1955.
وفي الكاريبي نالت معظم مستعمرات بريطانيا استقلالها بعد خروج جامايكا وترينيداد في 1961 و1962 من اتحاد جزر الهند الغربية الذي أسس سنة 1958 في محاولة لتوحيد المستعمرات الكاريبية البريطانية تحت حكومة واحدة ولكنه انهار بعد خروج أكبر عضوين. ونالت بربادوس استقلالها سنة 1966 أما باقي جزر الكاريبي الشرقية فنالتها في السبعينيات والثمانينيات، إلا أن أنغويلا وجزر تركس وكايكوس فإنها اختارت العودة إلى الحكم البريطاني بعد أن كانت في طريقها إلى الاستقلال. وفضلت جزر العذراء البريطانية وجزر كايمان ومونتسرات الارتباط ببريطانيا في حين حصلت غيانا على استقلالها في 1966 وأصبحت آخر مستعمرة بريطانية في البر القاري الأمريكي. أما هندوراس البريطانية فكانت مستعمرة ذاتية الحكم سنة 1964 ثم أعيد تسميتها إلى بليز في 1973 حتى نالت كامل الاستقلال سنة 1981. ولكن بقيت مطالبات غواتيمالا لبليز دون حل.
نالت مستعمرات بريطانيا في المحيط الهادئ استقلالها في السبعينيات من القرن الماضي بدءا من فيجي في سنة 1970 وانتهت بفانواتو سنة 1980 الذي تأخر بسبب الصراع السياسي بين الجاليتي الناطقتي بالإنجليزية والفرنسية حيث كانت الجزيرة تدار إدارة مشتركة مع فرنسا. اختارت فيجي وتوفالو وجزر سليمان وبابوا غينيا الجديدة أن تصبح من دول الكومنولث.

### نهاية الإمبراطورية
نالت روديسيا الجنوبية آخر مستعمرة بريطانية في إفريقيا استقلالها سنة 1980 فأصبح اسمها زيمبابوي. ونالت نيو هيبريدس (حاليا فانواتو) استقلالها في 1980 وحذت بليز حذوها في سنة 1981. وأقر قانون الجنسية البريطانية لسنة 1981 الذي أعاد تصنيف مستعمرات التاج المتبقية «بأقاليم تابعة لبريطانيا» (أعيد تسميتها بأقاليم ما وراء البحار البريطانية سنة 2002) ويعني ذلك أنه إلى جانب تناثر الجزر ومواقع الاستيطان فإن عملية إنهاء الاستعمار التي بدأت بعد الحرب العالمية الثانية قد أصبحت شبه مكتملة. وفي سنة 1982 تعرضت هيبة بريطانيا في الدفاع عن بقية أقاليم ماوراء البحار للامتحان عندما غزت الأرجنتين جزر فوكلاند بناءً على ادعاء قديم يعود إلى زمن الإمبراطورية الإسبانية. وقد اعتبر الكثيرون أن رد بريطانيا العسكري الناجح لاستعادة الجزر خلال حرب فوكلاند ساهم في كبح الاتجاه الهبوطي لوضع بريطانيا بالقوة عالمية. وفي نفس السنة قطعت الحكومة الكندية آخر صلة قانونية لها مع بريطانيا من خلال إقرار الدستور الكندي عن بريطانيا. فقانون كندا لسنة 1982 والذي أقره البرلمان البريطاني أنهى الحاجة إلى مشاركة بريطانيا في أي تغيير في الدستور الكندي. وبالمثل قطع قانون أستراليا لسنة 1986 (أصبح ساري المفعول منذ 3 مارس 1986) الصلة الدستورية للولايات الأسترالية مع بريطانيا، وبالمثل قام قانون الدستور النيوزيلندي 1986 (منذ 1 يناير 1987) بإصلاح دستور نيوزيلندا ليقطع صلاته الدستورية مع بريطانيا. وفي سنة 1984 نالت بروناي آخر محمية بريطانية في آسيا على استقلالها.
في سبتمبر 1982 سافرت رئيسة الوزراء مارجريت تاتشر إلى بكين للتفاوض مع الحكومة الصينية حول مستقبل هونغ كونغ آخر مستعمرات بريطانيا الهامة وأكثرها تعدادًا بالسكان. بموجب شروط معاهدة نانكينغ لسنة 1842 تنازلت الصين عن جزيرة هونغ كونغ نفسها إلى بريطانيا إلى الأبد ولكن مساحة المستعمرة العظمى شكلت من الأقاليم الجديدة والتي نالتها بموجب عقد إيجار لمدة 99 عامًا في 1898 وستنتهي سنة 1997. حاولت تاتشر بالتوازن مع جزر فوكلاند في البداية بالاحتفاظ بهونغ كونغ واقترحت إدارة بريطانية للمستعمرة ولكن بسيادة صينية، إلا أنها واجهت رفض الصين لها. وبالآخر توصل الطرفان إلى اتفاق في سنة 1984 بموجب شروط الإعلان الصيني البريطاني المشترك ستصبح هونغ كونغ منطقة إدارية خاصة في جمهورية الصين الشعبية وتحافظ على أسلوب حياتها لمدة 50 عامًا على الأقل. اقيم حفل التسليم في سنة 1997 حيث عده الكثيرون بمن فيهم الأمير تشارلز أمير ويلز الذي كان من ضمن الحضور ، «نهاية الإمبراطورية».

## الإرث

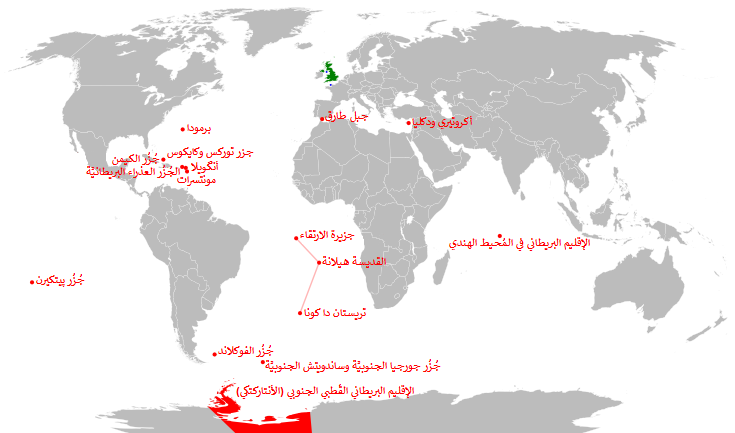
المناطق الباقية المسيطر عليها حتى الآن.

احتفظت بريطانيا بسيادتها على 14 إقليم خارج الجزر البريطانية والتي أطلق عليها في سنة 2002 اسم أقاليم ما وراء البحار البريطانية. ثلاثة منها غير مأهولة بالسكان باستثناء القوات العسكرية أو علماء عابرين؛ أما الجزر الإحدى عشر الباقية فيتمتعون بالحكم الذاتي بدرجات متفاوتة ويعتمدون على المملكة المتحدة في العلاقات الخارجية والدفاع. وقد أعلنت الحكومة البريطانية عن استعدادها لمساعدة أي إقليم من أقاليم ما وراء البحار يرغب في الاستقلال بحيث يكون هذا خيارًا، وقد صوتت ثلاثة أقاليم على وجه التحديد للبقاء تحت السيادة البريطانية (برمودا في 1995 وجبل طارق في 2002 وجزر الفوكلاند في 2013).
العديد من الأقاليم ما وراء البحار البريطانية هي أقاليم متنازع عليها مع جيرانها القريبين جغرافياً: فإسبانيا تطالب بجبل طارق أما الإرجنتين فتطالب بكل من جزر فوكلاند وجورجيا الجنوبية وجزر ساندويتش الجنوبية، أما إقليم المحيط الهندي البريطاني فطالبت بها كلا من موريشيوس وسيشيل. وخضعت المقاطعة البريطانية بالقارة القطبية الجنوبية لمطالب متداخلة من الأرجنتين وتشيلي في حين أن العديد من دول العالم لاتعترف بأي مطالبات إقليمية في المتجمد الجنوبي. جميع دول المنضوية حاليا في رابطة دول الكومنولث وعددهم 52 دولة كانت مستعمرات ومحميات بريطانية سابقة، والرابطة هي جمعية تطوعية غير سياسية يتساوى الأعضاء في الواجبات.
تركت سنوات الحكم البريطاني بصماته على مستعمراته السابقة (المستقلة حاليا) خلال حكمه المباشر أو الهجرات، وذلك عن طريق نشر لغته الإنجليزية في تلك المستعمرات حول العالم. حتى عدت اليوم أنها اللغة الأولى لما يصل إلى 460 مليون شخص ويتحدث بها حوالي 1,5 مليار بأنها اللغة الأولى أو الثانية أو لغة أجنبية.
وساعد جزء من التأثير الثقافي والاقتصادي للولايات المتحدة بانتشار اللغة الإنجليزية في النصف الثاني من القرن العشرين، وهي التي تشكلت أصلا من مستعمرات بريطانية. وتقريبا اعتمدت جميع المستعمرات السابقة باستثناء إفريقيا نظام الحكم الرئاسي، أما النظام البرلماني الإنجليزي فكان مثابة نموذج لحكومات العديد من المستعمرات السابقة، وكذلك القانون الإنجليزي العام للأنظمة القانونية.

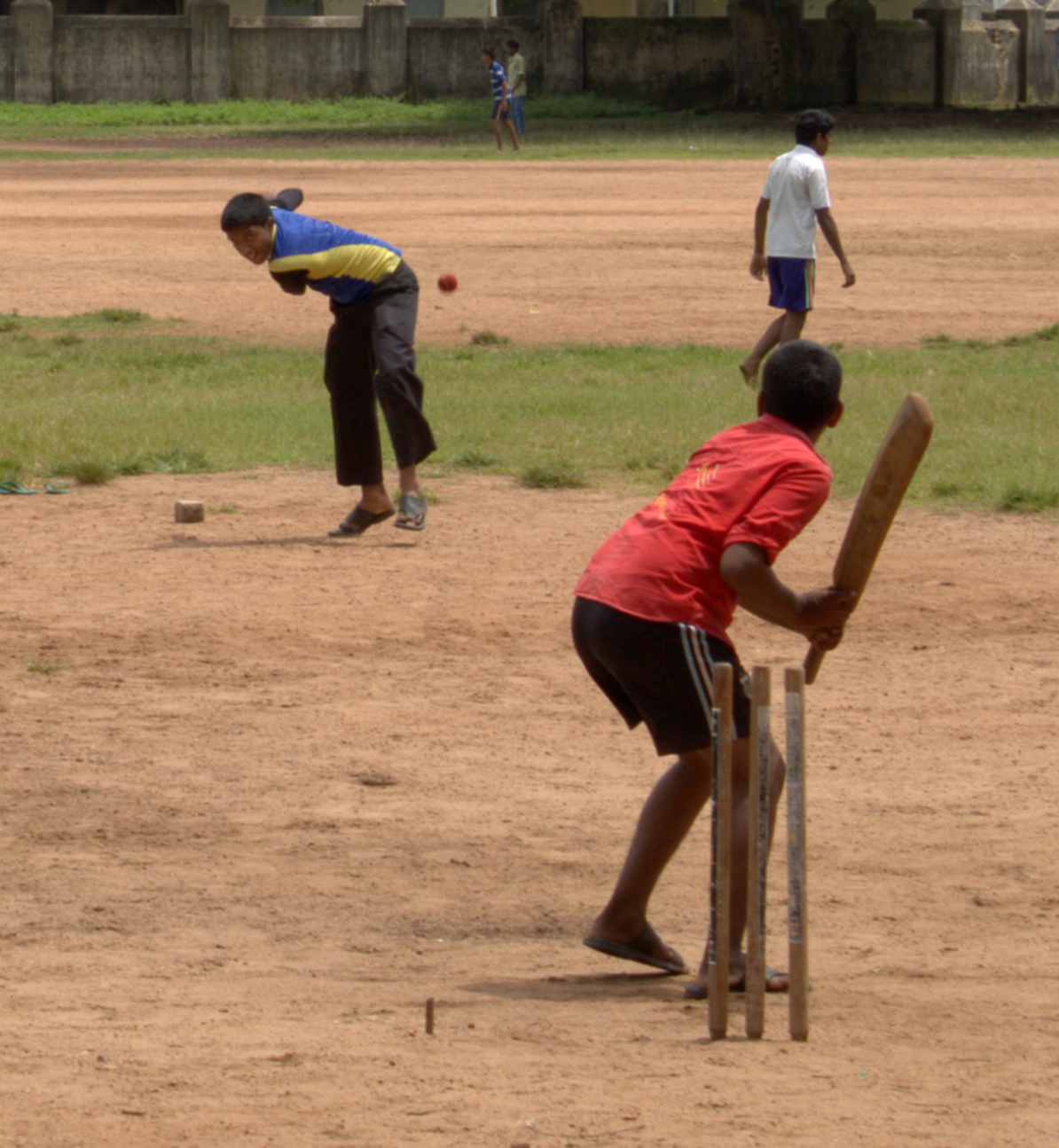
تنتشر لعبة الكريكيت في الهند. حيث لاتزال تلك الرياضة البريطانية تلقى الدعم من المستعمرات السابقة.

لا تزال اللجنة القضائية البريطانية التابعة لمجلس الملكة الخاص هي أعلى محكمة استئناف لعدد من المستعمرات السابقة في الكاريبي والمحيط الهادئ. وتجول المبشرون البريطانيون حول العالم أحيانا قبل وصول جنود الإمبراطورية وموظفي الخدمات المدنية وذلك لنشر المذهب البروتستانتي (وأيضا الانجليكاني) في جميع القارات. وقد كانت الإمبراطورية البريطانية ولمئات السنين ملجأ للمضطهدين دينيا من الأوروبيو القارة. اما العمارة الاستعمارية البريطانية فيمكن رؤيتها خلال الكنائس ومحطات السكك الحديدية ومباني الحكومة في العديد من المدن التي كانت ذات يوم جزءًا من الإمبراطورية البريطانية.
كما صدرت بريطانيا الرياضات الفردية والجماعية التي تمارسها في أراضيها -وبالذات الجولف وكرة القدم والكريكيت والرجبي وكرة الشبكة والبولينج والهوكي والتنس-. لا يزال النظام الإمبراطوري للقياس الذي تستخدمه بريطانيا هو اختيار لبعض الدول وإن كان بطرق مختلفة. وكذلك ابقي على تقليد القيادة على الجانب الأيسر من الطريق في الكثير من مستعمرات الإمبراطورية السابقة.
لم تكن الحدود السياسية التي رسمها البريطانيون تعكس دائمًا الأعراق والأديان المتجانسة، مما ساهم في النزاعات في المناطق المستعمَرة سابقاً. وأيضا كانت الإمبراطورية مسؤولة عن عمليات هجرات كبيرة للشعوب. فقد غادر الملايين الجزر البريطانية، حيث أضحوا مؤسسي المستوطنات في الولايات المتحدة وكندا واستراليا ونيوزيلندا. ولا تزال التوترات قائمة بين السكان المستوطنين البيض في هذه البلدان والأقليات الأصلية وبين أقليات المستوطنين البيض والأغلبيات المحلية في جنوب إفريقيا وزمبابوي. ترك مستوطنوا بريطانيا العظمى في أيرلندا بصماتهم على شكل مجتمعات قومية ونقابية مقسمة في أيرلندا الشمالية. انتقل ملايين الأشخاص من وإلى المستعمرات البريطانية، ومع هجرة أعداد كبيرة من الهنود إلى أجزاء أخرى من الإمبراطورية مثل ماليزيا وفيجي وهجرة صينيون إلى ماليزيا وسنغافورة ومنطقة البحر الكاريبي. تم تغيير التركيبة السكانية لبريطانيا نفسها بعد الحرب العالمية الثانية بسبب الهجرة إلى بريطانيا من مستعمراتها السابقة.